# Littérature irakienne
La littérature irakienne désigne l'ensemble des pratiques et productions textuelles, orales et écrites, à toute époque, en toute langue, en tout lieu (diasporas comprises (en), estimées à 5 000 000 personnes), par des Irakiens de tout statut (citoyenneté, résidence, clandestinité, autre) et/ou toute personne revendiquant, au moins partiellement, son appartenance à la culture irakienne. Il s’agit d’abord de littérature contemporaine, essentiellement en arabe ou en kurde, les deux langues officielles depuis la constitution de 2005.
La littérature irakienne est ainsi la littérature (écrite comme orale) originaire du pays actuel, appelé désormais officiellement République d'Irak, dont la population est estimée en 2021 à 40 000 000. Cette littérature est influencée par les littératures des autres pays arabophones, la littérature persane et l'histoire politique du pays.

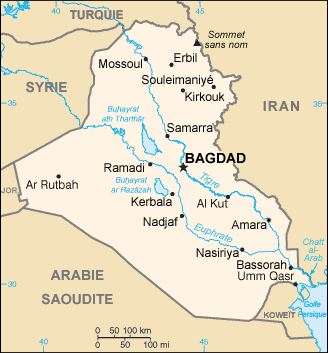
Irak, 2000

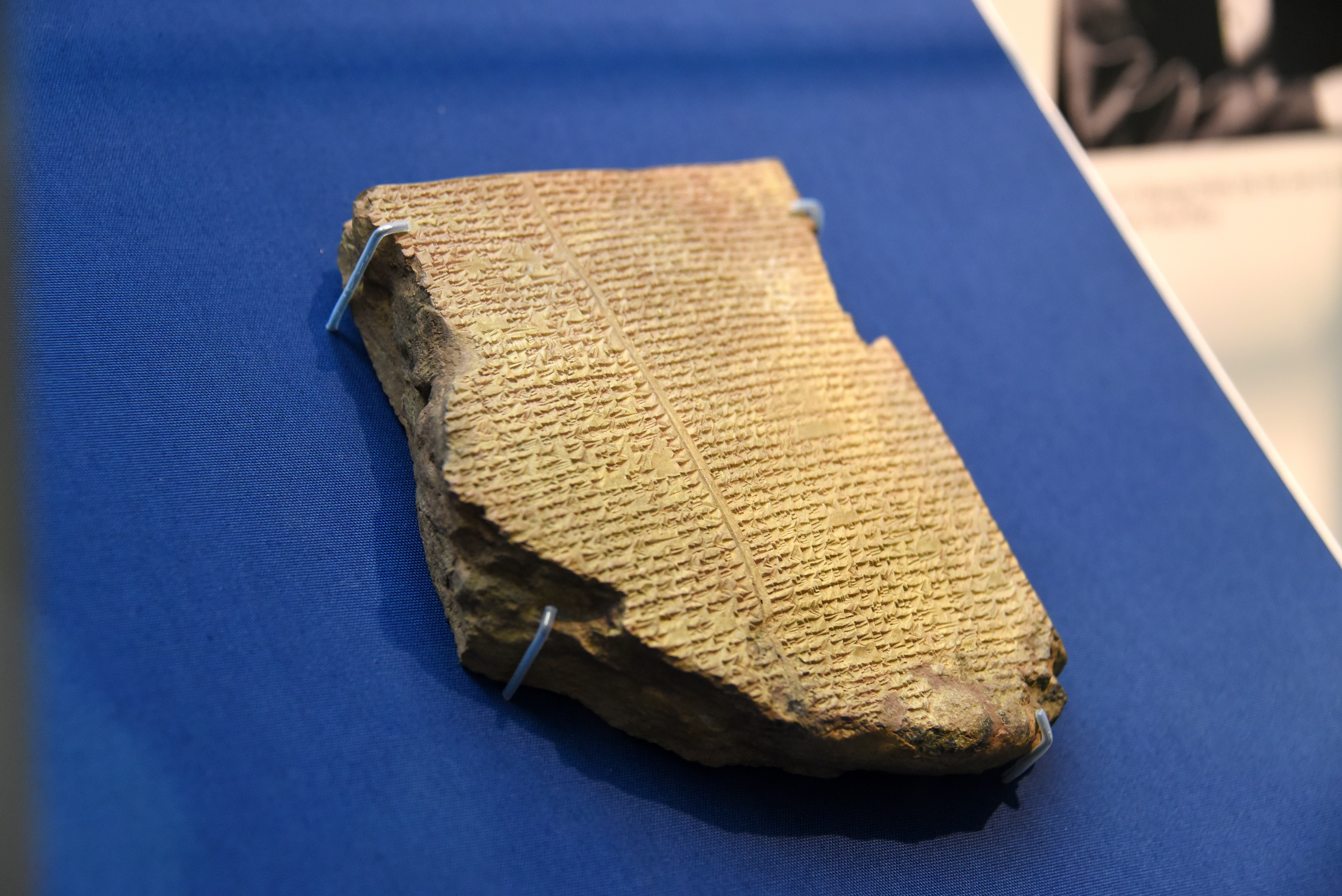
Tablette 11 de l'épopée de Gilgamesh

## XXesiècle

### Démographie: peuples, langues, religions
La population, en millions d’habitants, est estimée à 1 (années 1-600), 1.5-2.5 (700-1200), 1 (1300-1800), 2,4 (1900), 3 (1920), 31 (2009), 40 (2018 et 2020), avec une diaspora, surtout depuis 1990 et 2003, qui serait de 5 millions.
L’Irak demeure une mosaïque de peuples et de langues. Les deux grands groupes ethniques en Irak sont arabes (>70 %, environ 25 millions) et kurdes (>20 %, environ 9 millions). 
Les minorités en Irak (en) sont, vers 1990-2000 : Turkmènes d'Irak (entre 0,5 et 3 millions), Afro-irakiens (en) (entre 0,5 et 1,5 million de descendants des Zanj), Yézidis (<500 000),  Shabaks (>200 000), Doms (Roms, Kawliya, Qawliya, Awaz, Keche-Hjälp, Nawar) (50 000), Arméniens d’Irak (en) (15 000 vers 2000, Azéris (Azerbaïdjanais d’Irak), Persans d’Irak (80 000 en 1919), Lors d’Irak (150 000 en 2015) (ou Feylién, Circassiens d’Irak (en), Mandéens, chrétiens (chrétiens arabes, catholiques chaldéens et orthodoxes syriaques). 
Outre les minorités religieuses (bahaïsme, christianisme, mandéisme, yârsânisme, yézidisme, zoroastrisme (en résurgence au Kurdistan irakien), la population irakienne relèverait à 50 % du chiisme imamiste (ou duodécimain) et à 17 % du sunnisme.
L’arabe mésopotamien (irakien), en raison de multiculturalisme inhérent de l’Irak ainsi que de son histoire, comporte de vastes emprunts dans son lexique de l’araméen, de l’akkadien, du persan, du kurde et du turc.
Les populations kurdes ne sont pas uniformes, se composent de différents groupes, dont les Jaf, les Kakaï… Les dialectes kurdes sont surtout le gurani, le kurmandji, le sorani.
Les populations arabes se composent également de différents groupes, dont les Dulaim (en), les Arabes des marais, les Bédouins Chammar.
Diverses minorités, bilingues ou trilingues, parlent leur propre langue : arménien, mandéen moderne, néo-araméen oriental ou soureth, syriaque, persan (farsi), turc, azéri , avec des particularités mésopotamiennes/irakiennes. Chacune de ces langues est susceptible de porter une littérature, orale, radiophonique, télévisuelle, écrite, imprimée, traduite…

### Contexte politique
Dès 1900, l'Irak redevient un champ de bataille entre les empires du Moyen-Orient, jusqu'à la conquête britannique en 1918, qui en fait un État souverain sous mandat anglais.

#### 1900-1920: fin de l’empire ottoman
Le début du siècle amplifie certaines dérives ottomanes, dont les Tueries de masse ottomanes : génocide assyrien (1914-1920), génocide arménien (1915-1923), génocide grec pontique (1916-1923). Une partie des rescapés trouvent refuge d’abord dans la région du nord de la Syrie-Irak, dans les camps de Deir ez-Zor. Les témoignages présentent une certaine image des populations des deux pays.
Le déclin  de l’Empire ottoman (1299-1922), en grande partie accentué par l’action des Jeunes-Turcs (1908), bien plus que du Congrès général arabe (1913), entraîne son effondrement (1908-1922) et l'abolition du sultanat ottoman (1922). La position ottomane dans la Première Guerre mondiale (1914-1918), le blocus de l'Empire ottoman (par la Triple-Entente, contre la Triplice puis la Quadruplice), la campagne du Sinaï et de la Palestine (1915-1918), la révolte arabe de 1916-1918, tout concourt à sa chute en 1918-1923. Mais il y a encore la guerre franco-syrienne (1920), la révolte Hananu (en) (région d'Alep, 1920-1921), la campagne de Cilicie (1918-1921), dans le cadre de la guerre d'indépendance turque (1919-1922), et la naissance des Frères musulmans (1928).
Dès 1918, les anciens vilayets du Levant sont déclarés territoires ennemis occupés (1918-1920, TEO). En 1920, le Congrès national syrien (1919-1920) (en) organise le royaume arabe de Syrie (1920). Le traité de Sèvres (1920) établit un mandat français en Syrie et au Liban, un mandat britannique pour la Palestine, un protectorat britannique sur l’Émirat de Transjordanie et un mandat britannique de Mésopotamie : partition de l'Empire ottoman.

#### Mandat britannique de Mésopotamie (1920-1932): Irak mandataire
Le 10 août, la Turquie, qui émerge d'un empire ottoman démantelé, nouvellement créée sur les ruines de l'Empire Ottoman, signe le traité de Sèvres qui l'oblige à reconnaître la perte de ses possessions arabes. Un Kurdistan autonome est également créé entre l'Est de l'Anatolie et le vilayet de Mossoul. La résistance de Mustapha Kemal empêche l'application du traité de Sèvres. Le traité de Lausanne accorde à la Turquie des frontières élargies vers l'Anatolie.
Un mandat de la Société des Nations est établi, avec ou sans concertation sérieuse avec le personnel politique irakien.
Fayçal Ier (Fayçal ben Hussein al-Hachimi, 1883-1933), arabe du Hedjaz, hachémite, député au parlement ottoman (1912), chassé de Syrie par les Français, devient le premier roi d’Irak, de 1921 à 1933, et développe les aspirations nationales irakiennes, s’oppose aux soulèvements religieux et nationaux (chiites, kurdes, autres).

#### Royaume hachémite d'Irak (1932-1958)
Le royaume d'Irak est ressenti comme une colonie de l’Empire britannique (1707-1797). Les deux et derniers rois suivants sont  Ghazi ben Fayçal al-Hachimi (1912-1939), puis Fayçal II (1935-1958, sous régence). Durant la Seconde Guerre mondiale, les campagnes d'Afrique, du Moyen-Orient et de Méditerranée sont localement essentiellement le coup d'État de 1941 en Irak, suivi par la brève guerre anglo-irakienne (1941). Le panarabisme et le nassérisme sont à l’origine de la République arabe unie (État créé en 1958 par l'union de l'Égypte nassérienne et de la Syrie et disparu en 1961), de l’éphémère Fédération arabe d'Irak et de Jordanie (1958) (également à dirigeant hachémite) et du projet inabouti de l’Union du Croissant fertile.

#### République d'Irak (1958-1968)
Le socialisme arabe vise à abolir les structures primitives et pernicieuses des sociétés arabes : féodalisme, nomadisme, tribalisme,  sectarisme religieux, système patriarcal.
Le Parti Baas (Parti socialiste de la résurrection arabe) qui porte ces revendications est au pouvoir en 1947-1963 et 1968-2003.

#### République d'Irak (1968-2003)
Le régime, de parti unique Baas, est dirigé par Saddam Hussein, au pouvoir de 1979 à 2003, et dont reste également l’épisode de son Coran de sang, exemplaire unique déclaré haram.
Les libertés constitutionnelles sont accordées aux Kurdes de 1958 à 1961, jusqu’aux revendications d’autonomie des conflits kurdes en Irak (1961-2003) : première insurrection kurde irakienne (1961-1970), deuxième insurrection kurde irakienne (1974-1975), troisième (1976-1979), quatrième (1983-1986), génocide kurde (1988, Anfal), guerre civile kurde irakienne (1994-1997).
D’autres difficultés coexistent : guerre Iran-Irak (1980-1988), invasion du Koweït (1990), guerre du Golfe (1990-1991), sanctions contre l'Irak (1990-2003), programme Pétrole contre nourriture (1990-), insurrection irakienne de 1991, tout cela provoquant une nouvelle vague de diaspora irakienne (en) (4 à 5 millions de réfugiés).

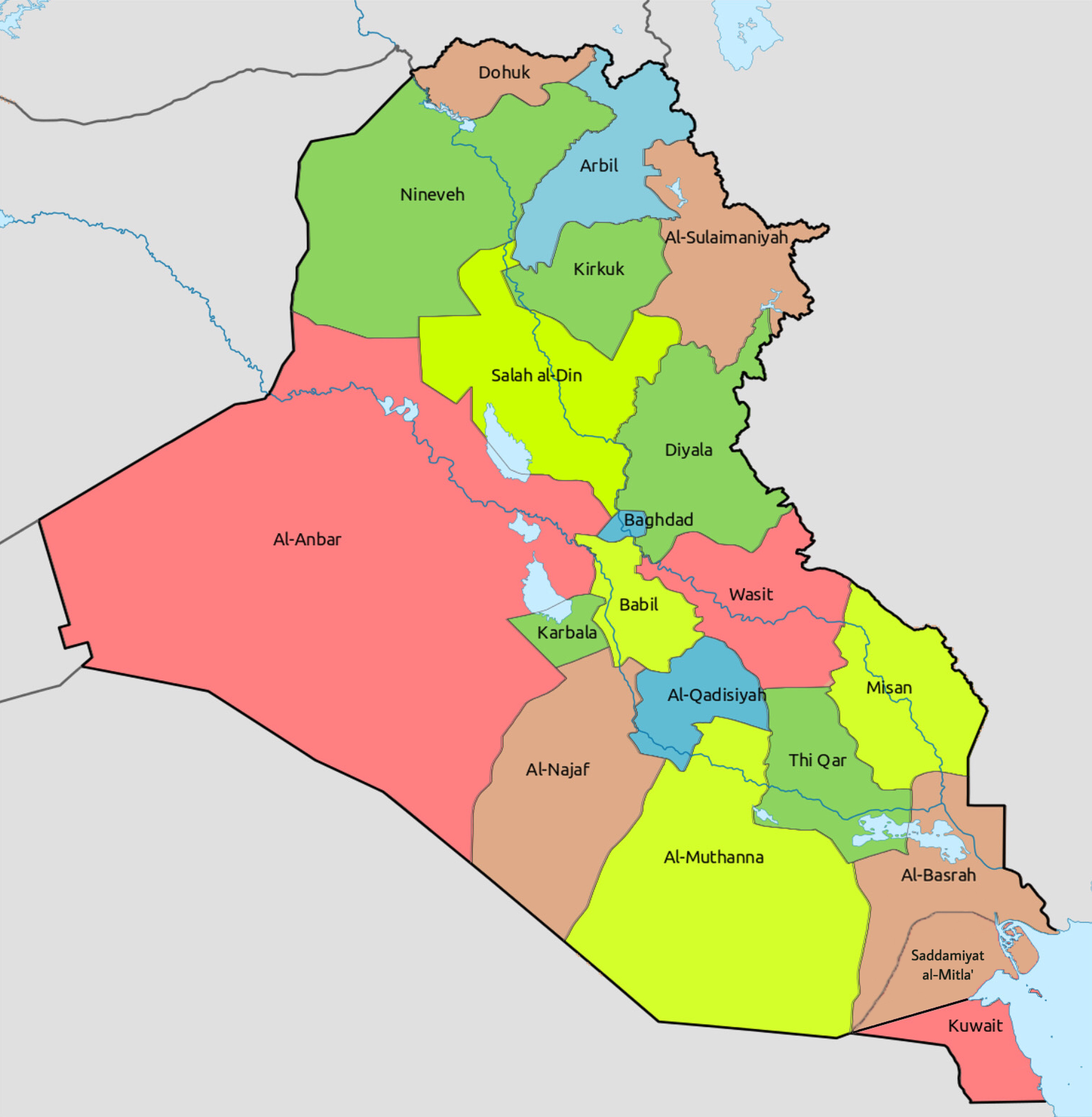
Gouvernorats d’Irak en 1990-1991

### Littératures contemporaines
Avec la nahda (renaissance arabe, à partir de 1830-1850), les discours politiques existent, en Irak aussi, au moins depuis 1900 et surtout 1920 : politique en Irak, nationalisme arabe , panarabisme, socialisme arabe, pas forcément strictement irakiens. La littérature politique kurde est plus centrée sur le nationalisme kurde, pas seulement irakien.
La littérature religieuse (de toute tendance ou obédience), surtout littérature musulmane (dignitaires ou non, religieux sunnites, chiites, autres) est généralement plus traditionaliste, et dans le meilleur des cas éthique et/ou spirituelle, mais aussi islamiste : religion en Irak (en), avec une liberté de religion en Irak (en) très réduite. Parmi les discours religieux, restent ceux des quatorze années (1965-1978) d’exil irakien de l’ayatollah  iranien Rouhollah Khomeini (1902-1989), qui montrent l’influence possible de tels discours (du moins en Iran).
La littérature kurde s’imprime au Liban ou en Égypte. La poésie et les vers restent une forme d'art majeure dans l'Irak moderne. La référence demeure la littérature des XV-XVIe siècles, quand l'Irak est encore le centre du monde arabe.
La plus grande partie de la littérature irakienne, contemporaine d’abord, est méconnue du lectorat francophone, car peu traduite et/ou peu diffusée.
Une bonne recension de la riche production littéraire irakienne en prose et en poésie est fournie dans les revues littéraires publiées à Bagdad, dont al-Aqlām (La plume, 1964), al-Mawrid (La source, 1971), al-Kātib al-'arabī (L'écrivain arabe, 1982), ou à l’étranger, comme al-Badīl (L'alternative, 1980), Aswāt (Voix, Paris).
Avant 1940, les écrivains reconnus sont :
- Jamil Sidqi al-Zahawi (en) (1863-1936), d’origine kurde, enseignant, directeur de l'imprimerie d'État, journaliste, membre de la Cour d'appel, professeur (philosophie islamique, littérature arabe), poète (arabe, persan, turc, kurde), La véritable aube pour réfuter ceux qui nient la recherche de l'intercession et les miracles des saints (1905),
- Maruf al Rusafi (en) (1875-1945), poète, enseignant (arabe), érudit, député en 1912 et 1914 à la Chambre des députés turque, puis en Irak,
- Muhammad Mahdi al-Jawahiri (en) (1899-1997),
- Safa Khulusi (en) (1917-1995), historien, romancier, poète, journaliste et animateur.

Après 1945 :
- Badr Shakir al-Sayyab (1926-1964), de tendance réaliste, grand réformateur de la poésie arabe moderne,
- Mahdi Issa El-Saqr (1930-2006), East Winds, West Winds (1998),
- Daisy Al-Amir (en) (1935-), La liste d'attente : les histoires d'aliénation d'une femme irakienne (1994).

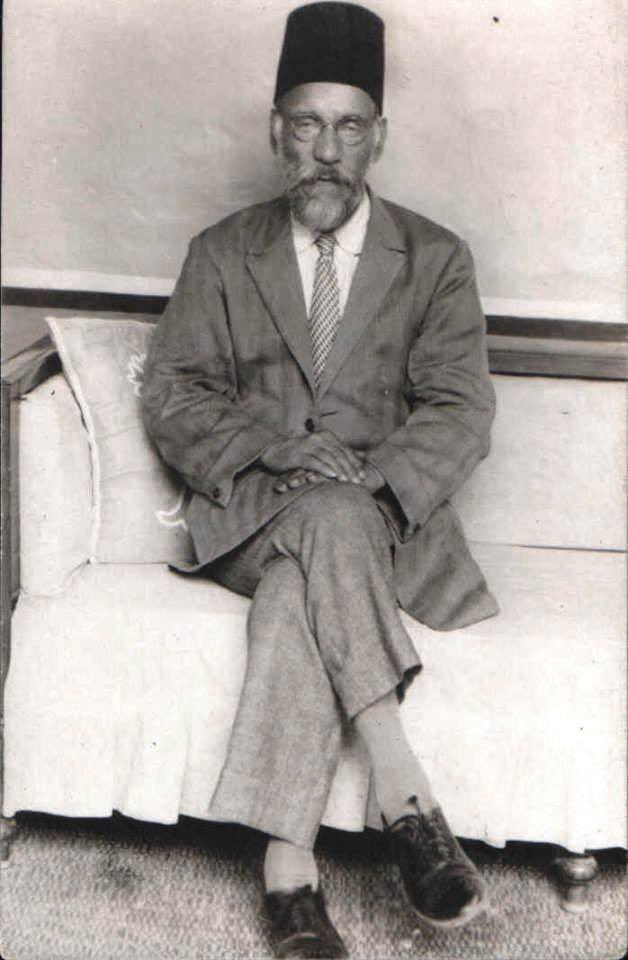
Jamil Sidqi al-Zahawi
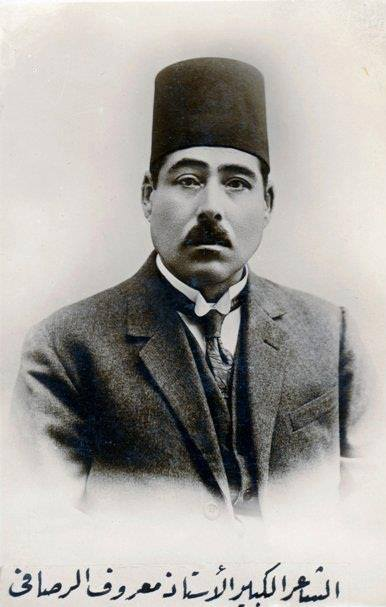
Maruf al Rusafi
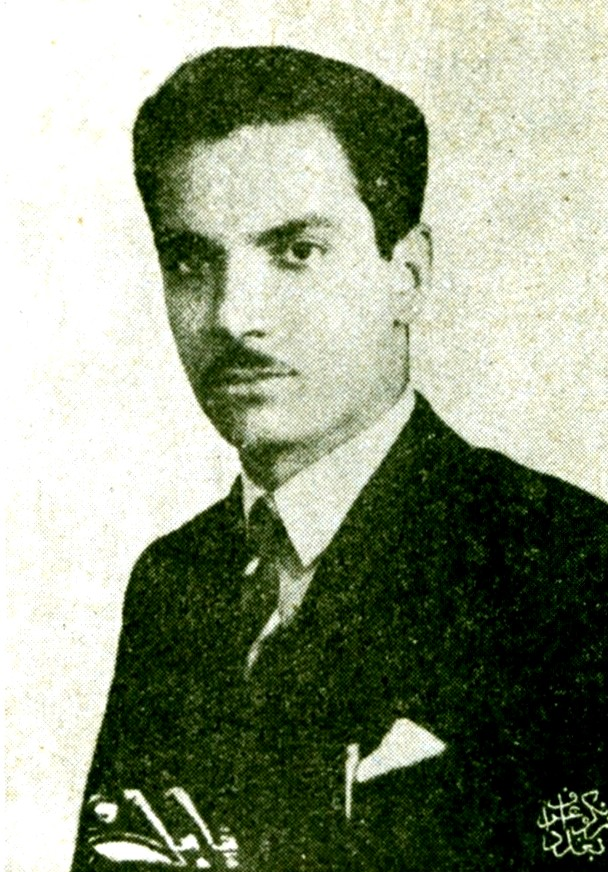
Safa Khulusi
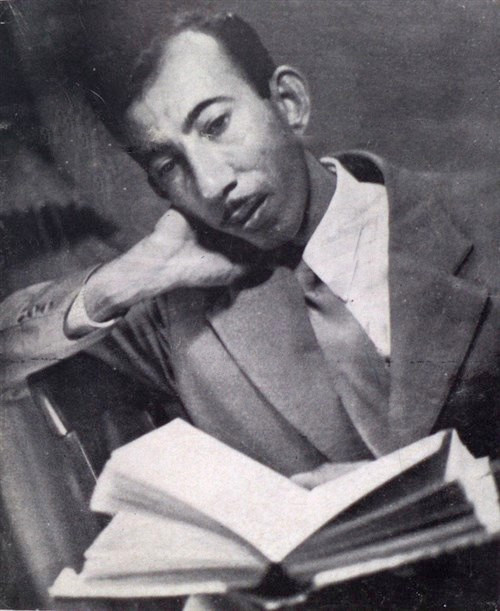
Badr Shakir al-Sayyab
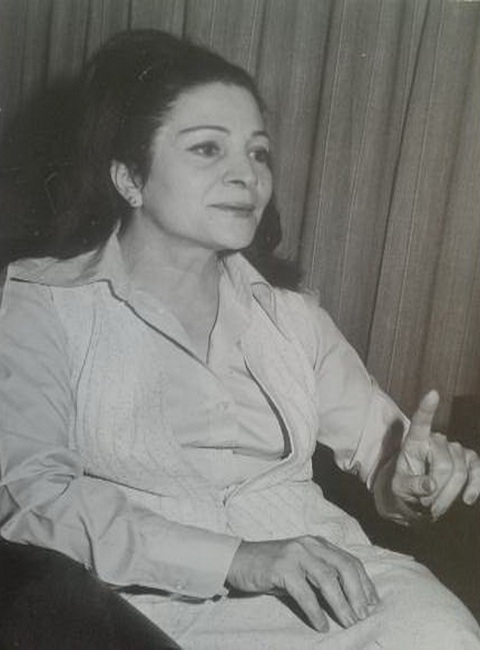
Daisy Al-Amir

## XXIesiècle
L’après-Saddam Hussein, de la République d'Irak (depuis 2003), à la suite des attentats du 11 septembre 2001,  c’est la guerre contre le terrorisme (en cours depuis 2001), l’invasion de l'Irak par les États-Unis en 2003, la guerre d'Irak (2003 – 2011), la seconde guerre civile irakienne (2013-2017) (avec attentats, batailles, massacres, coalitions, épurations, évacuations).
De manière plus générale, le monde est marqué par la rhétorique de l’État islamique (organisation) (Daesh). Le livre, Gestion de la barbarie (2004, ou management de la sauvagerie) d’Abou Jihad al-Masri (1961-2008) se réalise : guerre civile, tuerie de masse, dictature théologique, exaction, destruction, élimination, torture.
Devant cela, la littérature (autre que de témoignage) semble impuissante. Et pourtant !

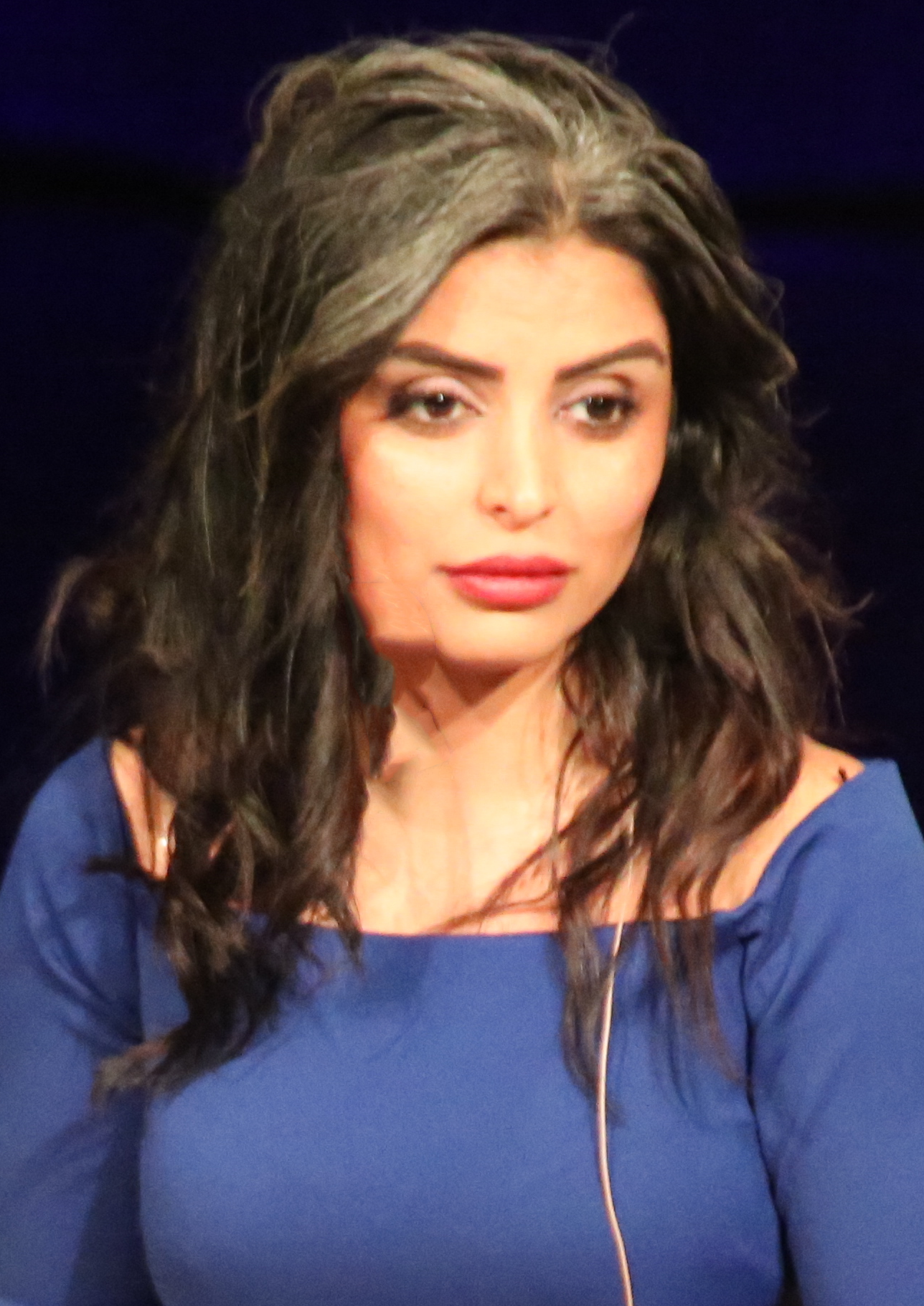
Sara Omar
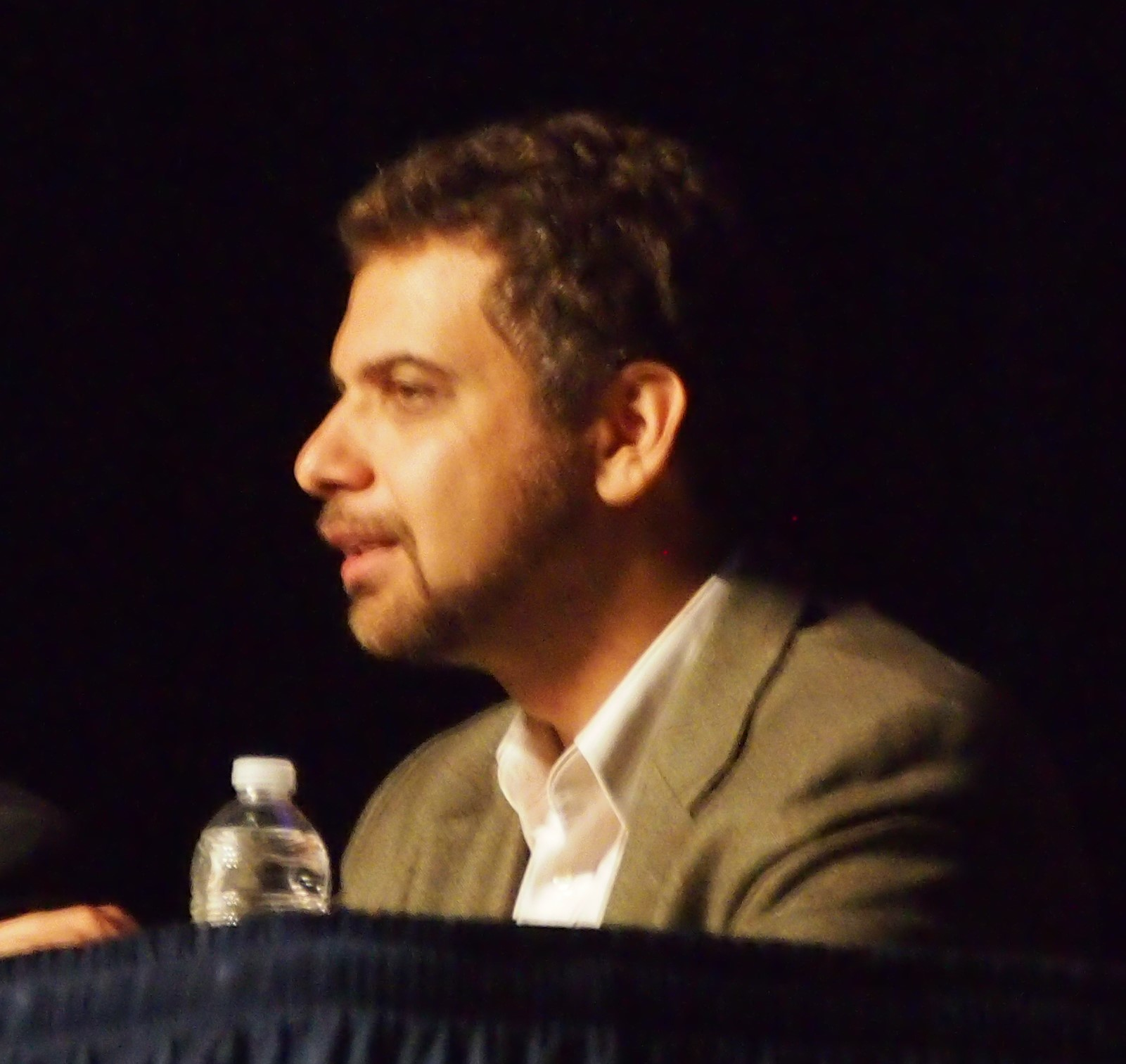
Raed Jarrar
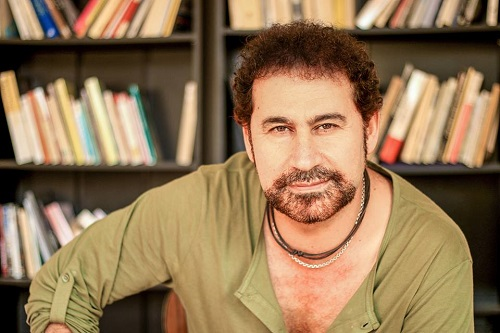
Ali Bader
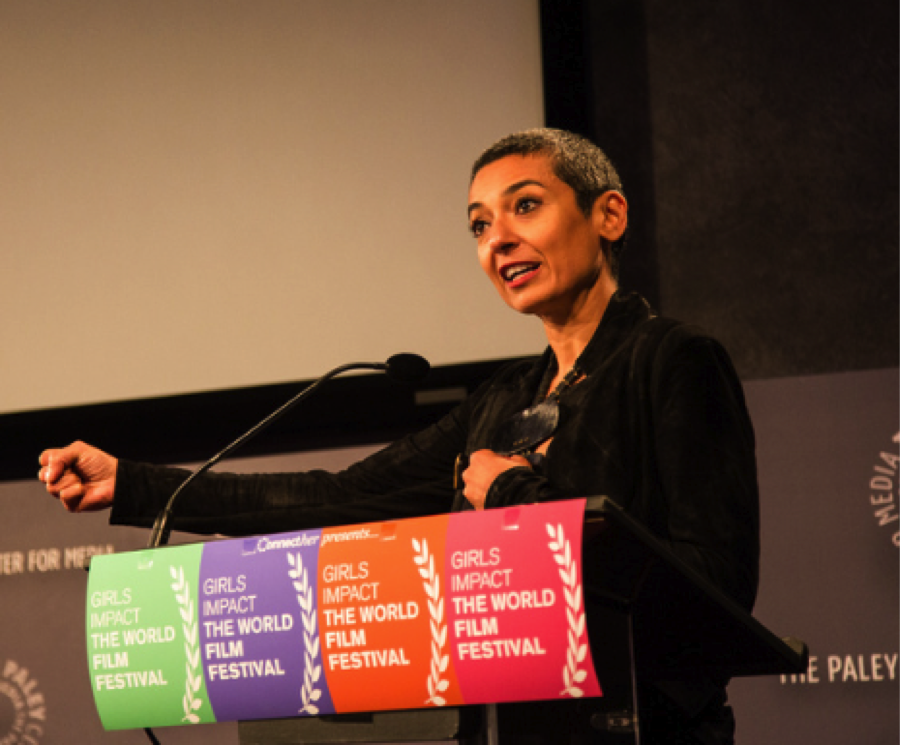
Zainab Salbi
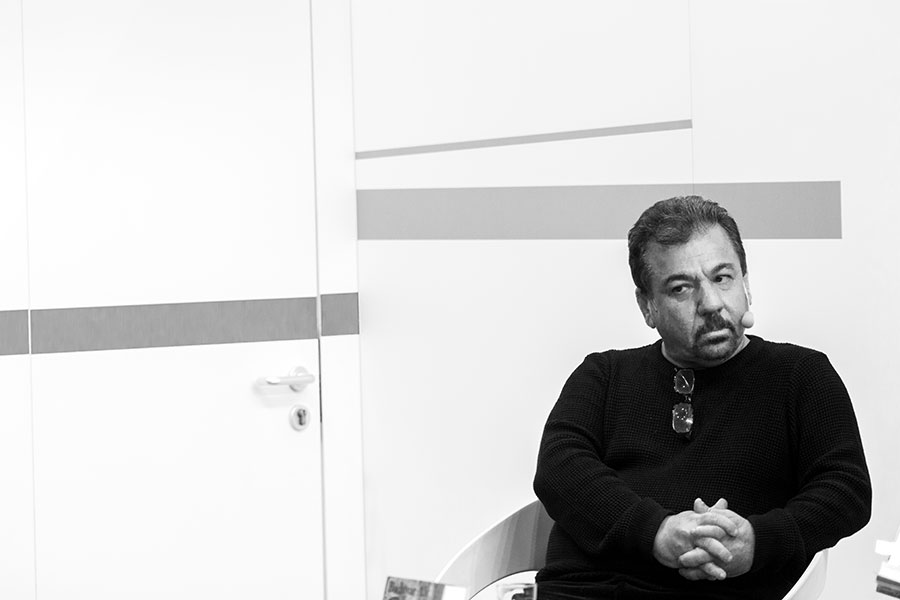
Bakhtiar Ali
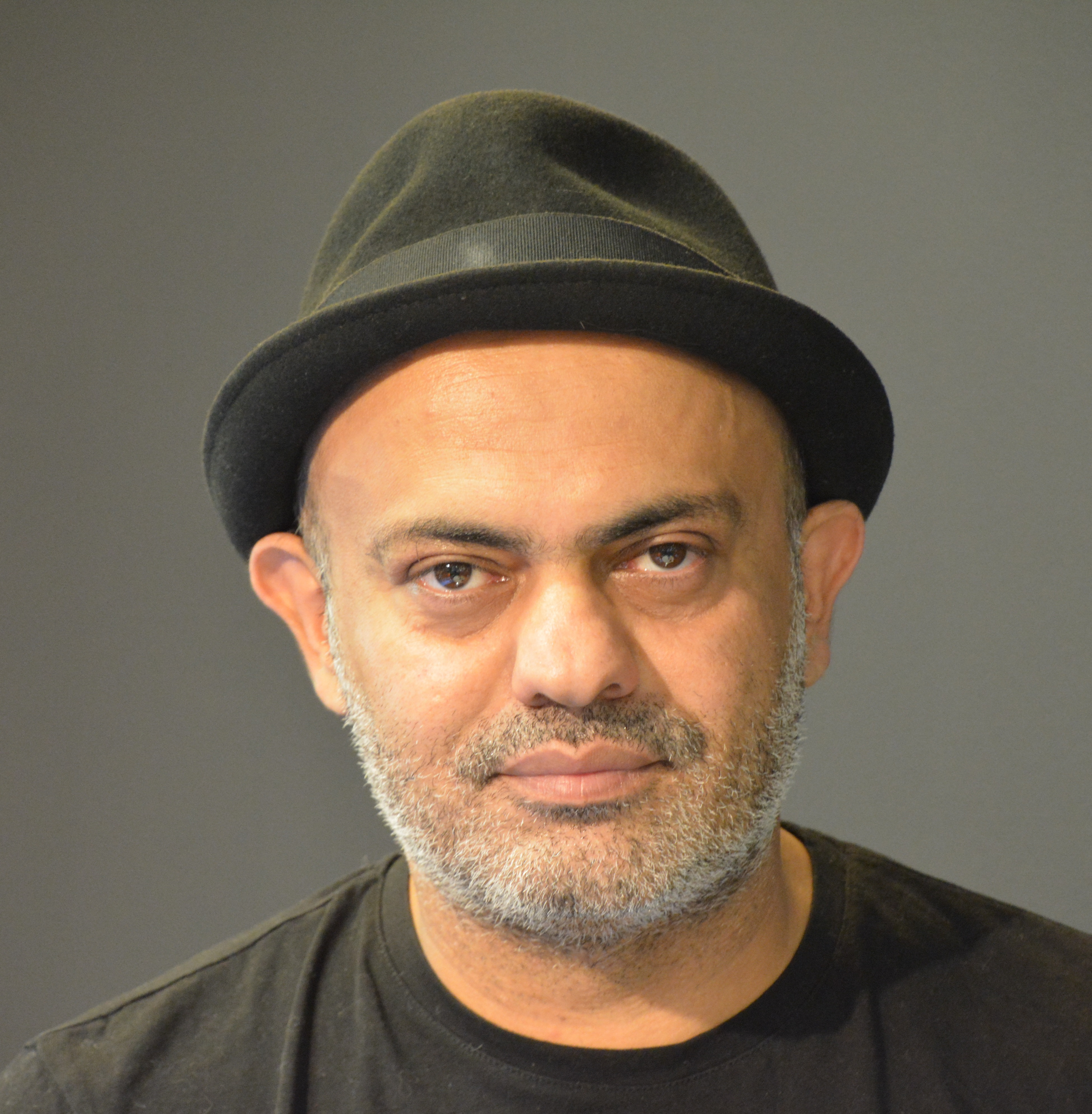
Hassam Blasim
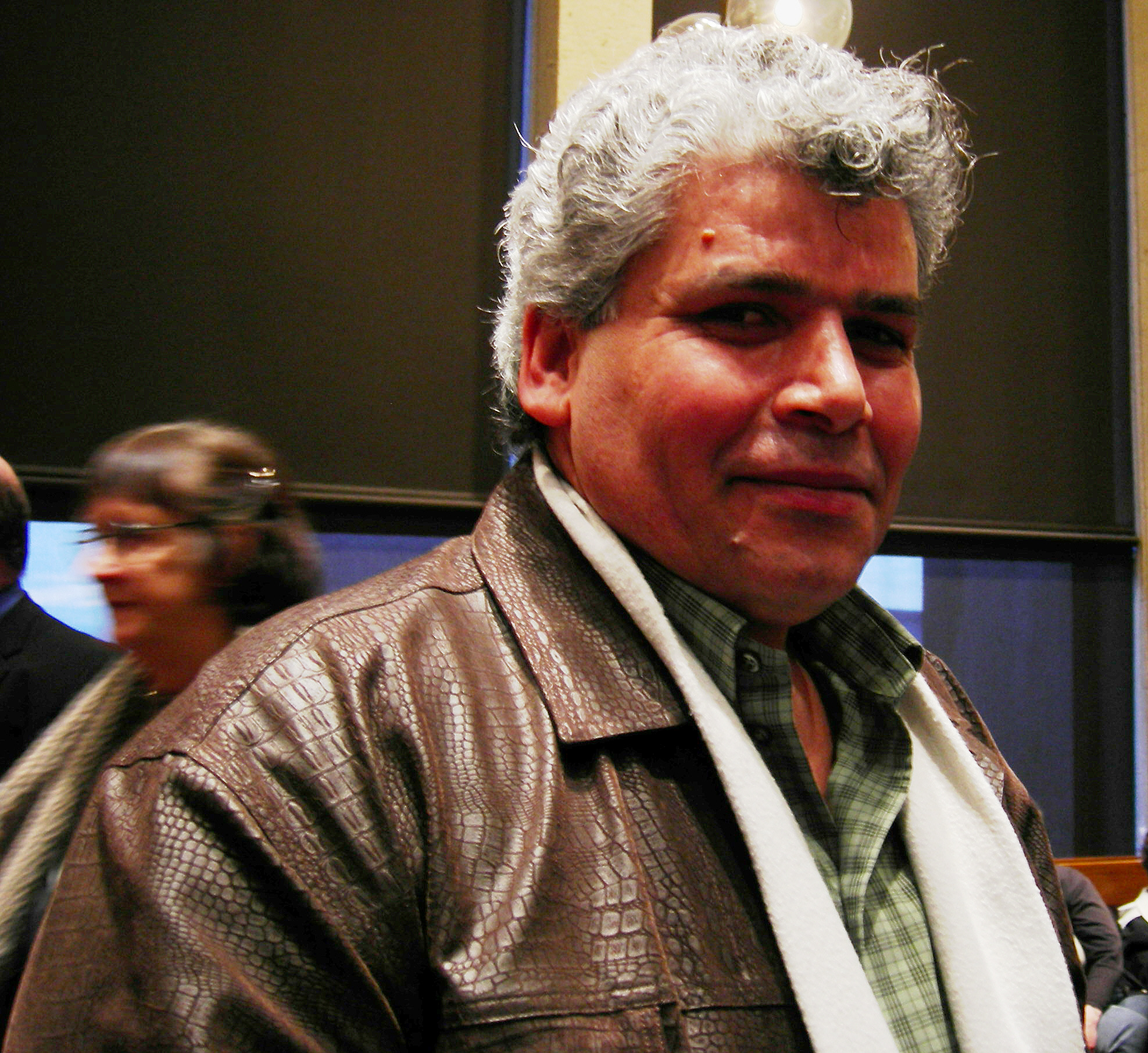
Abdulameer Yousef Habeeb
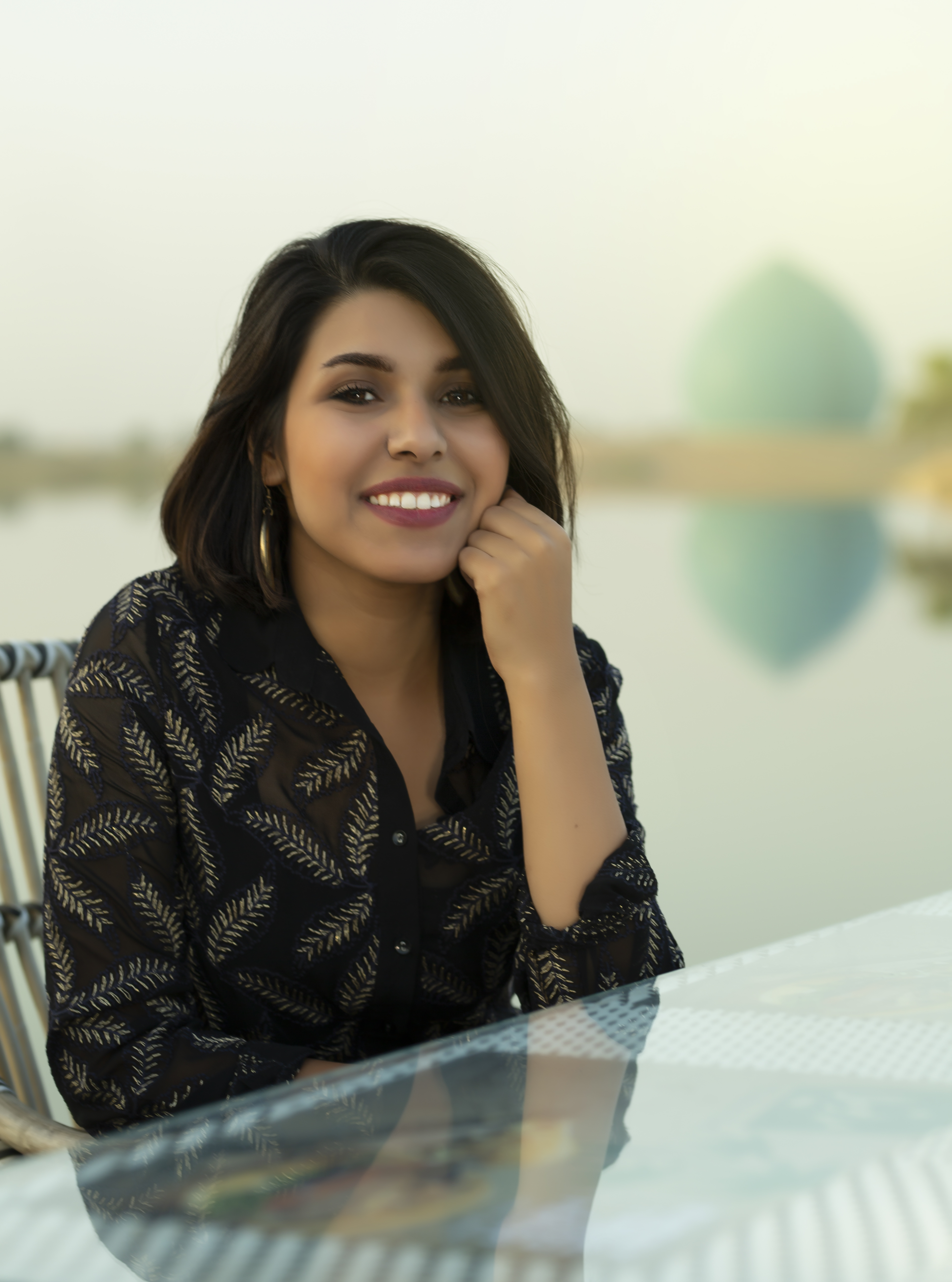
Aya Mansour

## Auteurs
- Liste d'écrivains irakiens
- Poètes irakiens[1] et poétesses (comme Rabab al-Kazimi)
- Journalistes irakiens, Traducteurs irakiens
- Un cas particulier : Saddam Hussein (1937-2006), politique, présumé romancier, auteur supposé de Zabiba et le Roi (2000), Forteresse fortifiée (2002), Les Hommes et la ville (2002), Partez, démons (2003)

## Œuvres
- Livre des Chansons (Kitâb al-Aghânî), anthologie établie par Abu al-Faraj al-Isfahani (897-967)
- Rain Song (al-Sayyab) (en) (1960), poème célèbre, et collection de recueils de poésie
- Romans irakiens (en)
  - Miettes éparses (en) (2000), de Muhsin Al-Ramli (1967-)
  - Papa Sartre (en) (2001), d’Ali Bader (1979-)
  - J'ai regardé la nuit de la ville (en) (2008, en kurde), de Bakhtiar Ali (1966-)
  - Le marchand de tabac (en) (2008), d’Ali Bader (1979-)
  - Mort de Bagdad (en) (2008), de Jamal Hussein Ali
  - Le Jardin du président (en) (2013), de Muhsin Al-Ramli (1967-)
  - La Casse du Tournesol (en) (2013), de Jamal Hussein Ali
  - Frankenstein à Bagdad (en) (2014), d’Ahmed Saadawi (1973-)

## Institutions
- Maison de la sagesse
- Bibliothèque d'Assurbanipal (668-627)
- Prix de la littérature arabe (Institut du monde arabe, Paris, 2013)[2]
- Institut du monde arabe (Paris, 1987)
- Union des écrivains irakiens (en) (1959)

## Littératures en Irak avant 1900
Le Levant (en arabe : المشرق ou بلاد الشام, en hébreu : לבנט, en araméen : ܐܬܪܘܬܐ ܕܫܐܡ) désigne traditionnellement en français les pays bordant la côte orientale de la mer Méditerranée : en premier lieu la Syrie, ainsi que le Liban (les États du Levant au sens français) ; mais la région du Levant inclut également la Palestine, Israël, la Jordanie, l'Anatolie (Turquie d’Asie), la Mésopotamie et l'Égypte.
L’Irak, dans ses frontières actuelles, appartient à un ensemble plus vaste, géographique, climatique, économique, culturel : Levant, Machrek, Bilad el-Cham, Proche-Orient, voire Asie de l'Ouest, Moyen-Orient.
Le néolithique du Proche-Orient est celui du croissant fertile, essentiel dans l’histoire de la culture des céréales et de la domestication. Le Proche-Orient ancien connaît de nombreuses périodes de prospérité économique et culturelle, entrecoupées de batailles entre peuples voisins, en constante évolution (déplacement semi-nomade, commerce, incursion, invasion, migration, esclavage, déportation, assimilation).

### Antiquité

#### IIIe millénaire av. J.-C.

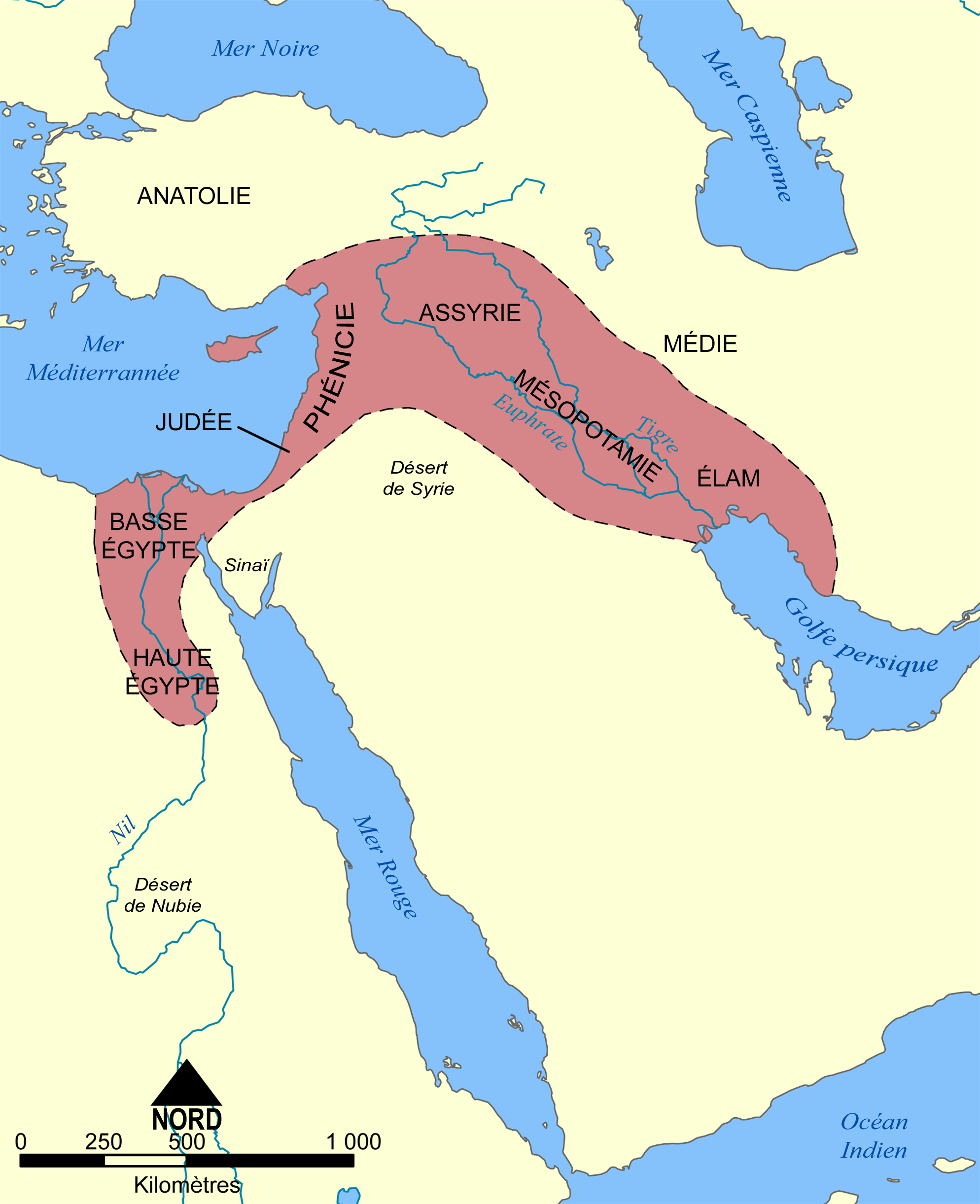
Croissant fertile
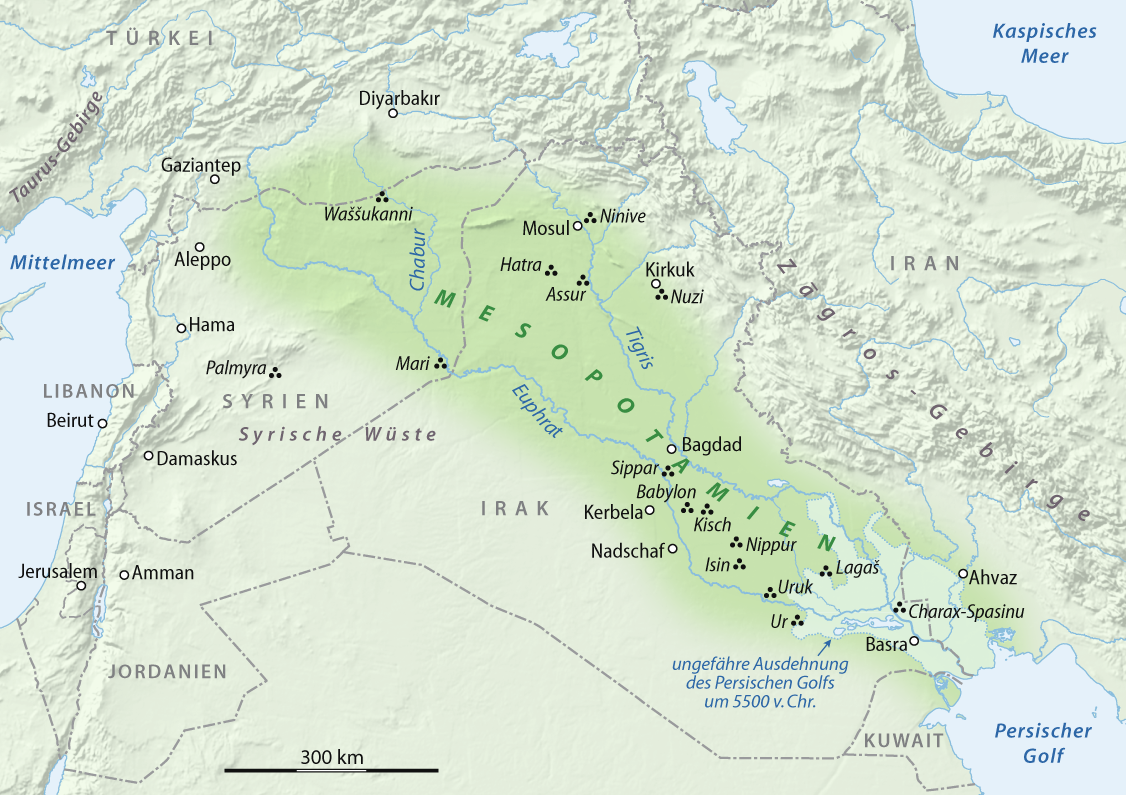
Mésopotamie
Moyen Orient vers 2800-2500
Moyen Orient vers 2500-2400
Empire d'Akkad (vers 2300-2100)

#### IIe millénaire av. J.-C.

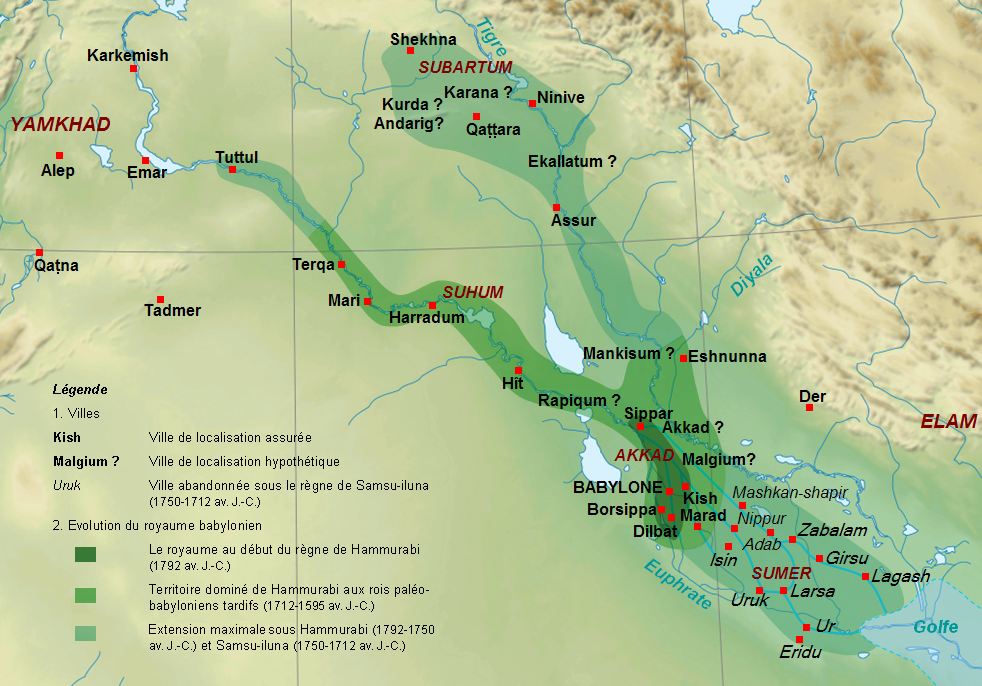
Première dynastie de Babylone (1894-1595)
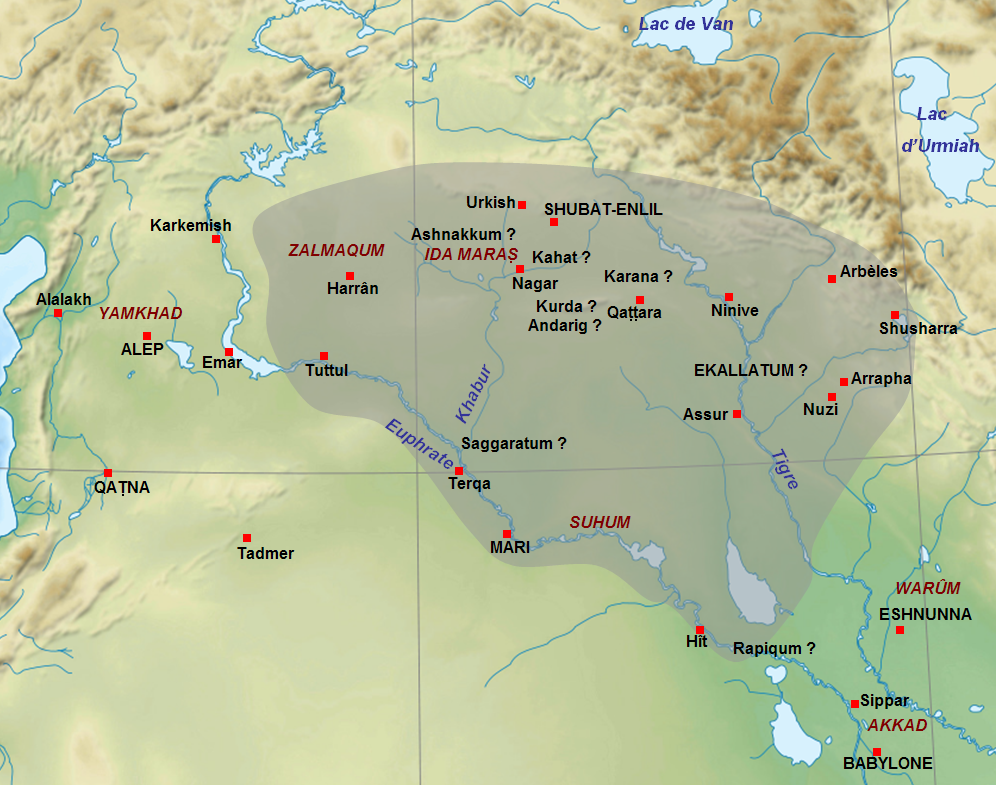
Royaume de Haute-Mésopotamie (vers 1815-1775)
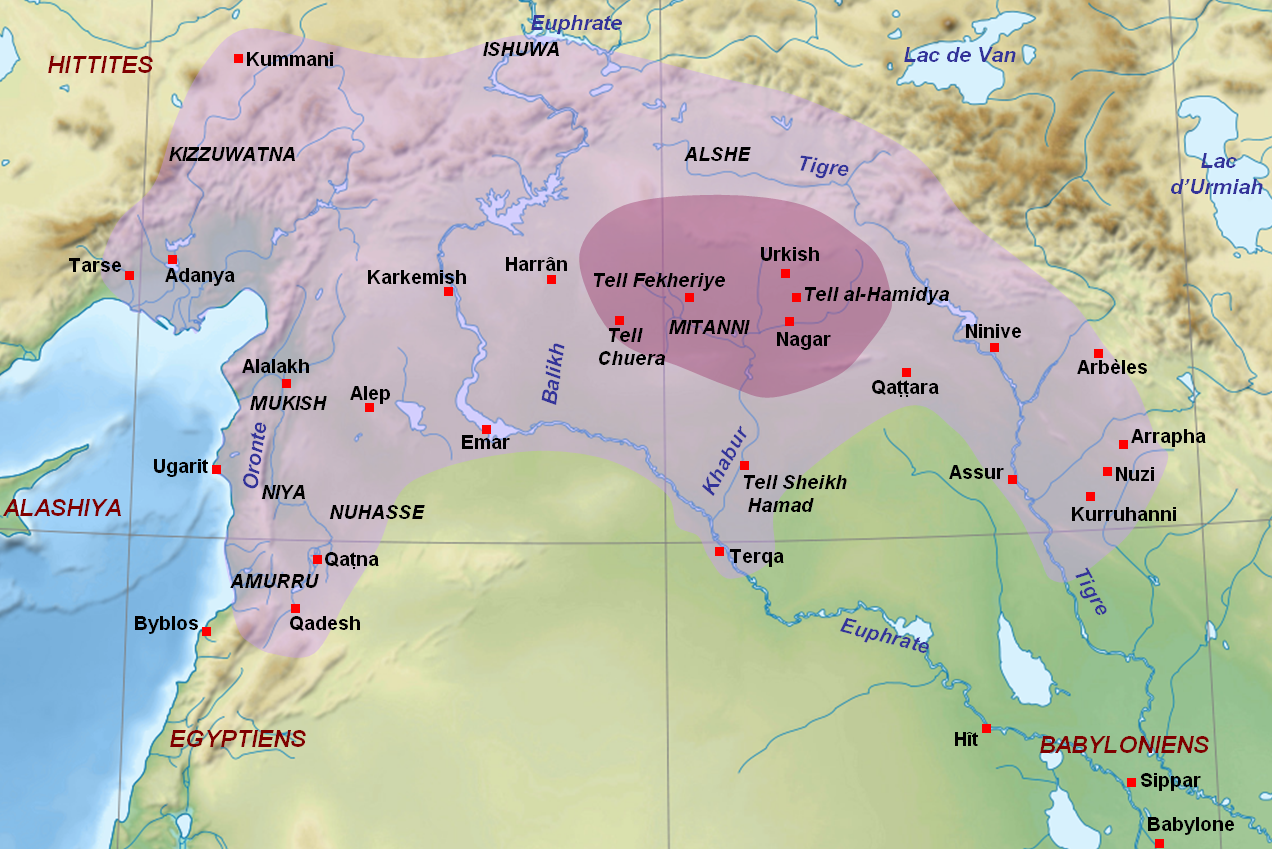
Mittani (vers 1500-1300)
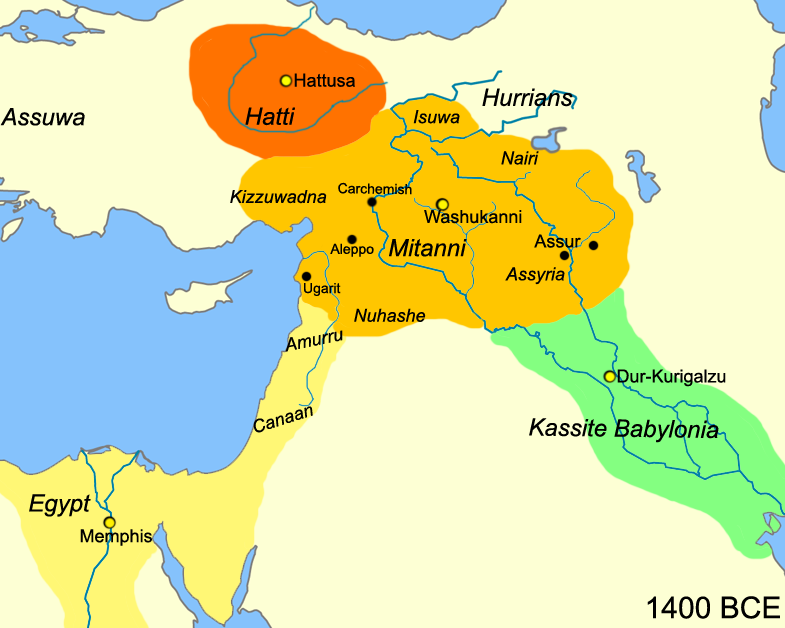
Proche Orient vers -1400
Moyen Orient vers -1380 (Lettres d'Amarna)
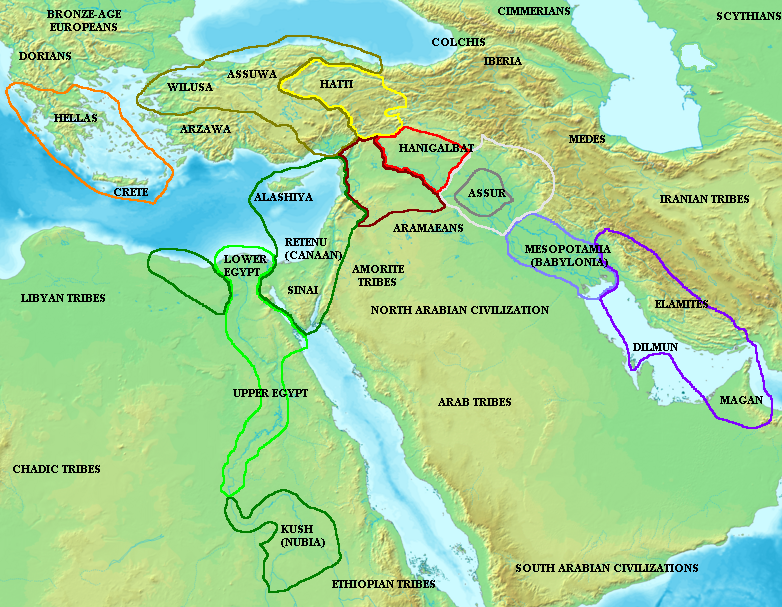
Moyen Orient vers -1380 (Lettres d'Amarna, version 2)
Moyen Orient vers -1300 (avant les peuples de la mer)
Royaume médio-assyrien (1450-934)

#### Ier millénaire av. J.-C.

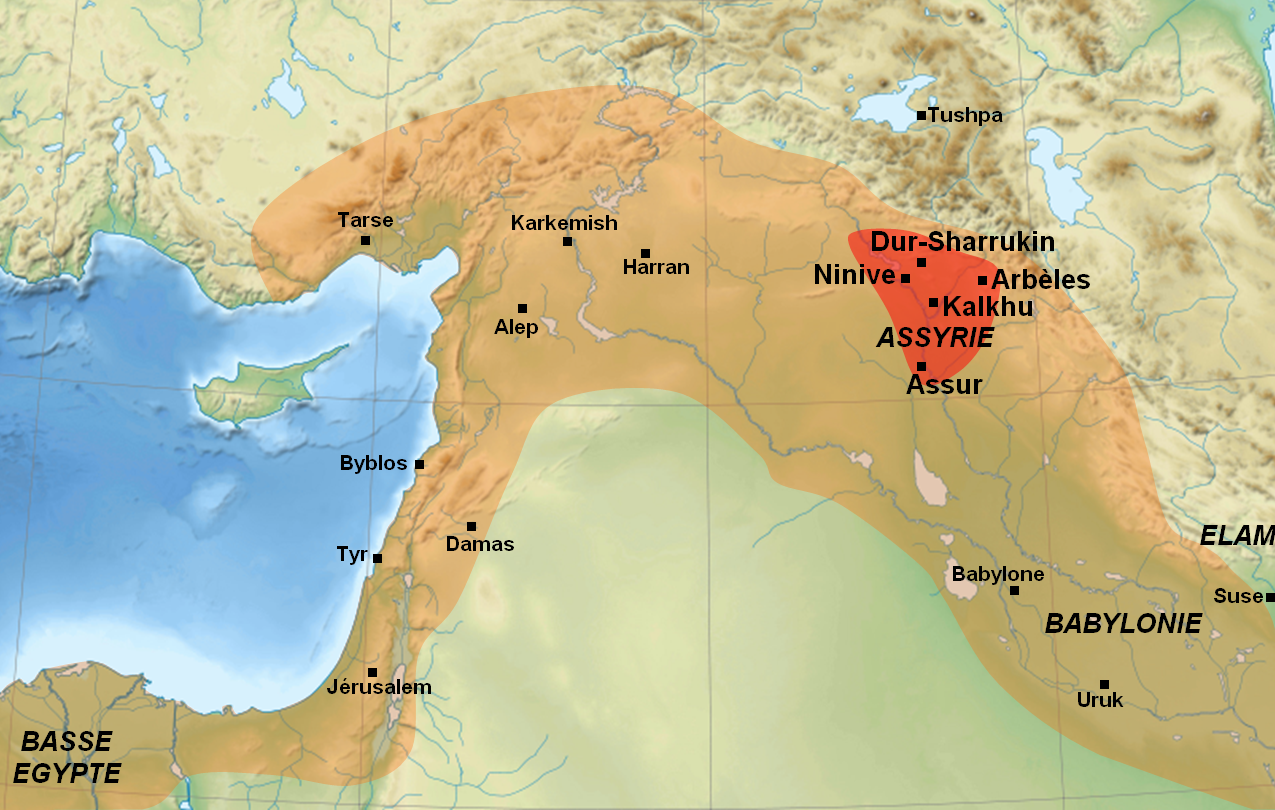
Assyrie (vers -700)
Empire néo-babylonien (626-539)
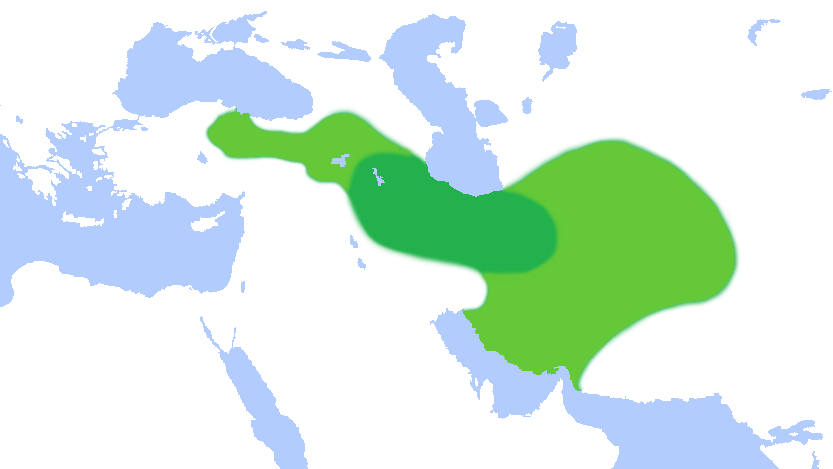
Empire mède (extension possible, 650-550)
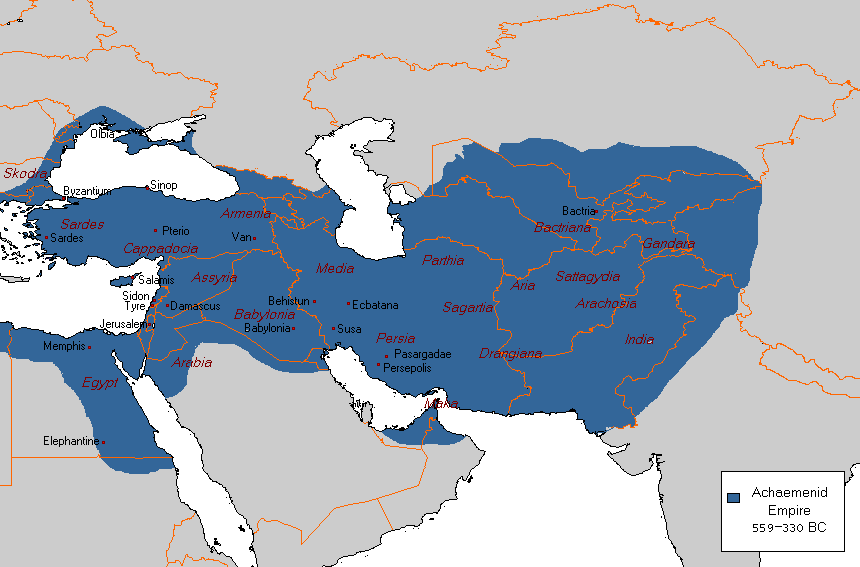
Achéménides (559-330)
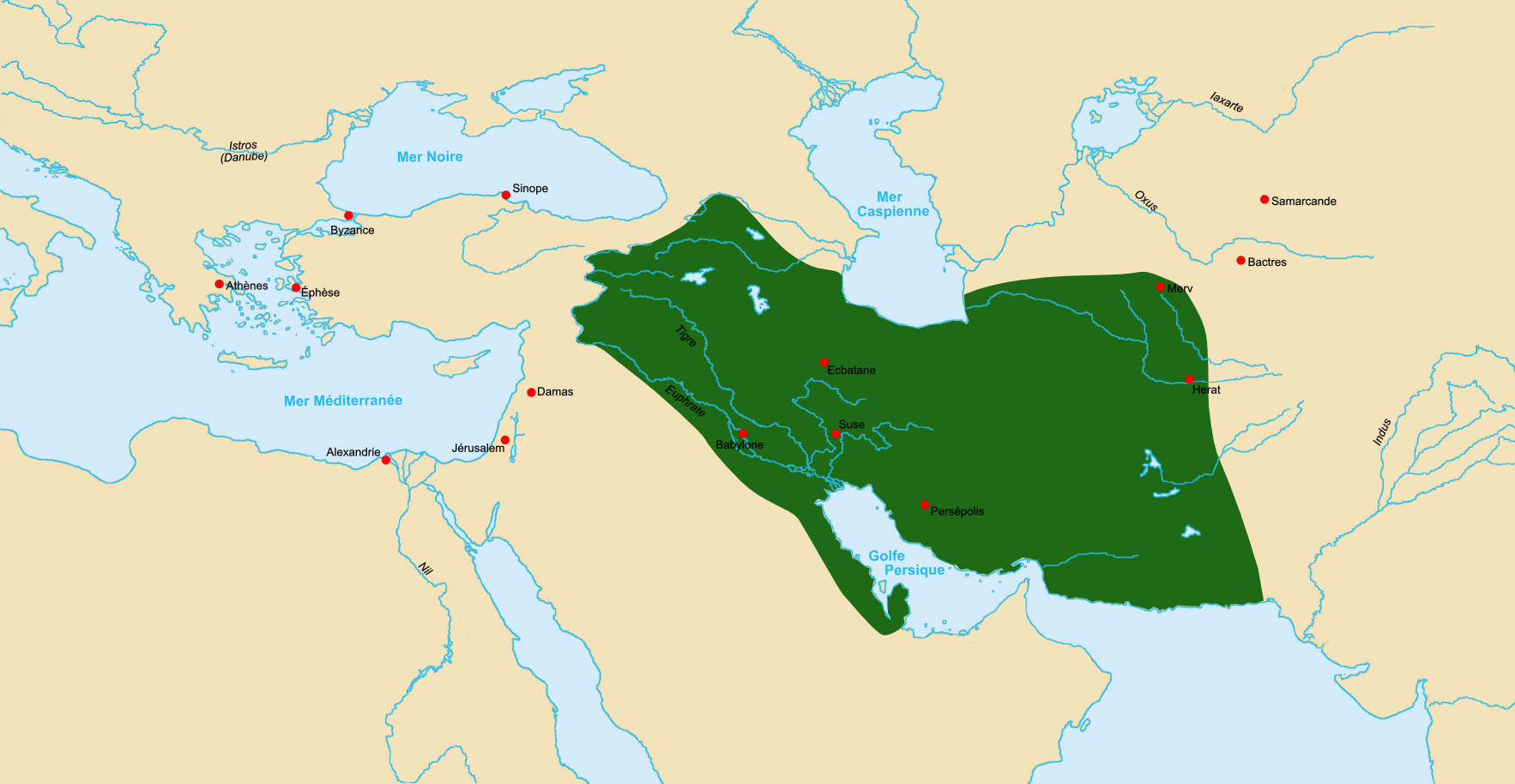
Empire parthe (de -247 à + 224)

#### Survol
L’histoire de l'Irak s’inscrit dans l’histoire du Moyen-Orient ou Proche-Orient ancien.
Dans la région de Mésopotamie (territoire entre les fleuves Tigre et Euphrate), se développent quelques-unes des plus anciennes civilisations du monde, Sumer, Assyrie, Babylone.
Les vallées du Tigre et de l'Euphrate appartiennent ensuite à une succession d'empires qui lui sont étrangers : empires perse achéménide, grec (Alexandre le Grand suivi des Séleucides), Parthes, Sassanides. 
De ces générations de paysans, éleveurs, cueilleurs, de tradition orale (aussi apte à la description du monde, à l'expression de soi, à la persuasion d'autrui, etc.), le vécu est globalement perdu : labeurs, souffrances, joies, parlers, chants, musiques, danses.
Ce patrimoine, matériel et immatériel, subsiste parfois à l’état de traces dans la langue de la minorité dirigeante (administration, armée, religion, commerce), par et pour laquelle sont inventés des systèmes d'écriture. Les textes parlent des princes, des héros et des dieux. 

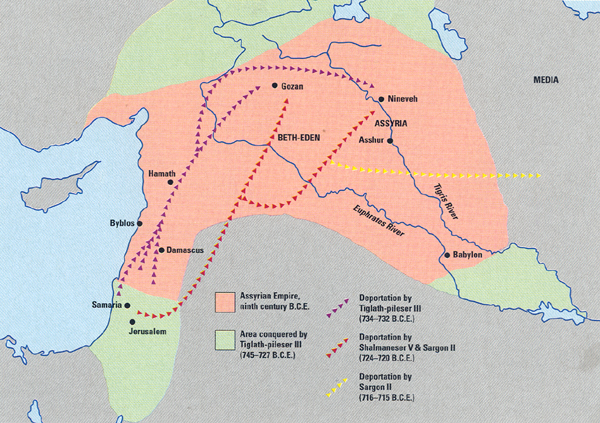
Déportations de populations juives par l'Empire assyrien

Dans la grande région, les langues véhiculaires les plus évidentes sont
- l’akkadien, langue chamito-sémitique de l'Empire d'Akkad (2334-2083),
- le sumérien (emesal puis émegir), à écriture cunéiforme), à l’époque des diverses dynasties de Sumer (4000-2000),
- puis les langues sémitiques, éblaïte, akkadien (et ses variantes : babylonien, assyrien), bibliothèque d'Assurbanipal à Ninive,
- et les langues cananéennes globalement de la Transeuphratène : ougaritique, phénicien, araméen, amorrite, hébreu, ammonite, judéo-araméen, nabatéen (169-106), arabe...

Mais aussi :
- le hittite des royaumes néo-hittites (1180-700) ou syro-hittites,
- les langues indo-iraniennes :
  - hourro-urartéennes : hourrite (royaumes des Hourrites vers 2000-1500), mittanien (royaume de Mittani (vers 1500-1300)), kassite,
  - indo-iraniennes : vieux perse (Achéménides (538-333), parthe et moyen perse (Empire parthe (de -247 à +224, Sassanides (224-651)), dont la région d’Atropatène (/Azerbaïdjan),
- les indo-européennes :
  - grec ancien à l’époque hellénistique (333-169) : Alexandre le Grand, Séleucos Ier Nicator, Séleucides, Palmyre (au moins de  -40~ à +273) et Empire palmyrénien ((260-273) également en araméen palmyrénien, puis des guerres perso-byzantines (502-628), colonies grecques comme Séleucie du Tigre, Séleucie de Sittacène (Coche/Mahoza/Veh-Ardashir) ou encore Séleucie sur l’Euphrate (Zugma)…
  - latin à l’époque romaine (Syrie romaine (de -64 à 197), Syrie-Phénicie romaine (197-630~) et province romaine d’Assyrie (116-118), de Mésopotamie (116-117 et 198-637), d’Arménie, d’Osroène (218-), à l’époque de la politique orientale d'Auguste puis des guerres perso-romaines,
  - arménien (royaume d'Arménie (de -190 à +428),
  - kurde (de la vaste région dite Kurdistan, pays des Kurdes)...

Il n'apparaît pas qu'il y ait eu de littérature antique spécifiquement irakienne. Par contre ont existé diverses littératures antiques (littérature sumérienne, littérature mésopotamienne (ou akkadienne), littérature sapientiale dans le Proche-Orient ancien, littérature grecque antique, littérature latine, littérature persane (en vieux perse et moyen perse, etc.), dont certains écrits peuvent concerner en partie des réalités irakiennes antiques, et dont certains auteurs ont pu être irakiens.
Dans la grande région, le judaïsme, religion du Livre (Bible hébraïque), est une réalité antique et proche (avec une distance Bagdad-Damas inférieure à 1 000 km) : histoire de l'Israël antique, Canaan, Galilée, Judée, royaume de Juda, épisode biblique de la tour de Babel, exil assyrien (vers -740), règne et révolte d'Ézéchias (avec destruction de Lakish, siège de Jérusalem (701 av. J.-C.)  et déportation (par les Assyriens), règne de Joachin (roi de Juda) (Yehôyakhîn, roi en 598-597) exilé à Nehardea (après la campagne mésopotamienne contre l’Égypte (601-600 av. J.-C.),  siège de Jérusalem (587/586 av. J.-C.) , destruction du temple de Salomon, exil babylonien (586-539), province babylonienne de Yehoud (586-539), satrapie de Yehoud Medinata (539-332), judaïsme hellénistique (333-164), révolte des Maccabées (175-140),  province romaine de Judée, etc.
Au plus tard sous le règne de Nabuchodonosor II (roi en 605-562 de l’empire néo-babylonien (626-539)), commence l'histoire des Juifs en Irak, surtout après la première guerre judéo-romaine (66-73), puis la révolte de Bar Kokhba (132-135), avec l’installation de communautés, permettant ainsi à des textes juifs de garder aussi quelque trace de réalités irakiennes disparues : Nehardea, Mahoza (Séleucie, Coche, Veh-Ardashir), judéo-araméen babylonien, académies talmudiques en Babylonie (220-1038), académie de Pumbedita (en) (225-1250), synagogue de Doura Europos (sur le moyen Euphrate), Talmud de Babylone, littérature rabbinique… Les rois d’Adiabène (Erbil, dynastie Monobaze) se convertissent au judaïsme dès 30-60, au point de participer à la première guerre judéo-romaine (66-73). Ninive et la région de Mossoul, en Haute Mésopotamie, ont une communauté juive importante.

### Irak préislamique multiculturel (1-638)

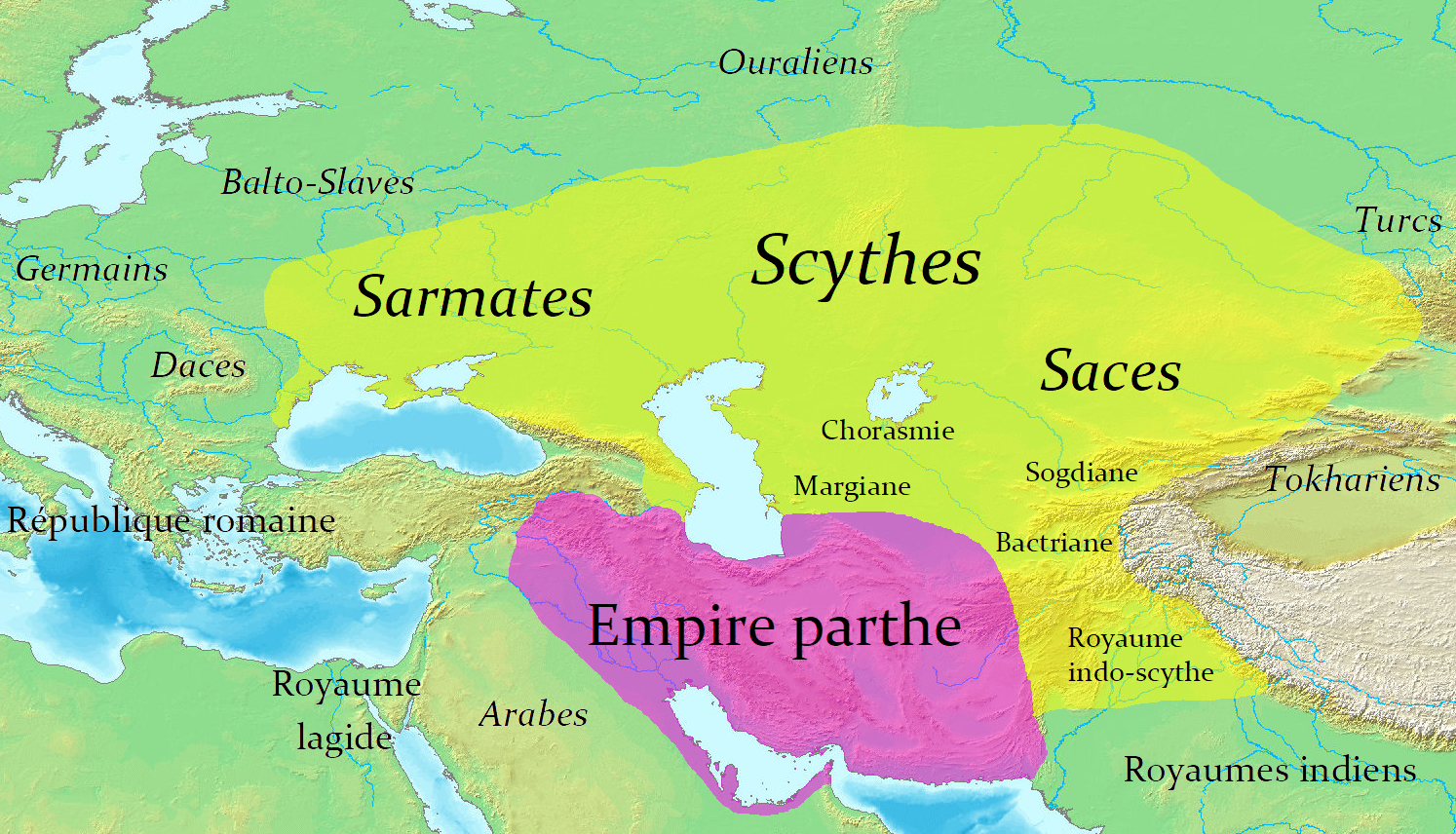
Environnement vers 100

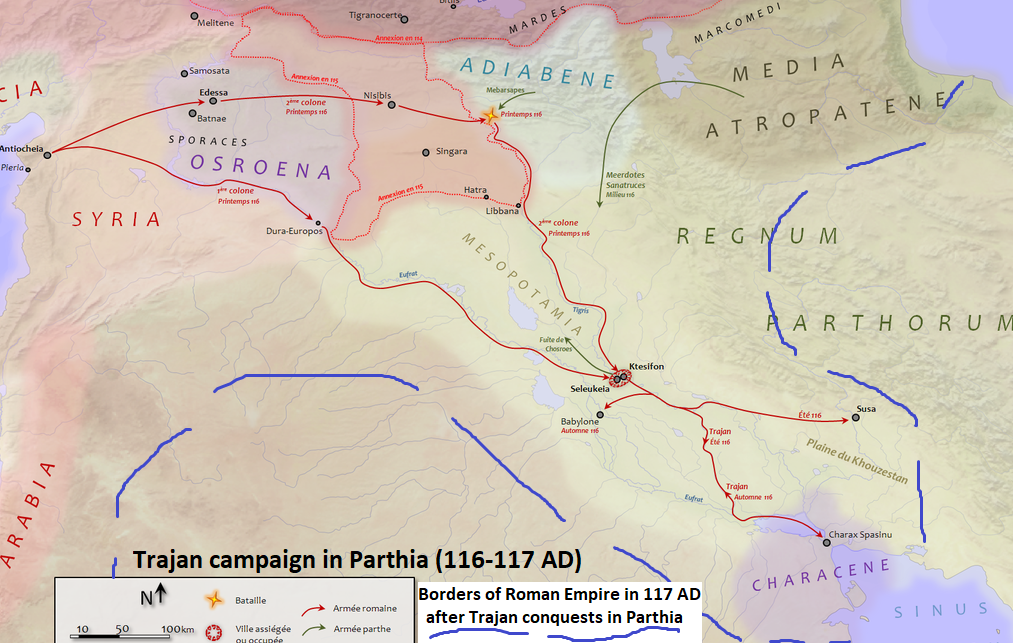
Guerre parthique de Trajan 116-117

À l'époque pré-islamique, la région, un temps province de l'empire Sassanide, porte le nom de Khvarvaran. Le nom d’Irak dérive du terme persan Erak (bas-Iran).
Le christianisme primitif, autre religion du Livre (Bible chrétienne, Ancien Testament, Nouveau Testament) se développe, en diverses langues (hébreu, araméen, grec, etc.), en partie par les communautés juives, dont une des premières visées est celle de Damas, alors forte d’environ 10 000 adeptes. 
Le christianisme dans le monde romain, minoritaire (40), interdit (112), condamné (Discours véritable, Contre les galiléens), pourchassé, persécuté, puis toléré (édit de Milan (313)), édit de Thessalonique (380)), puis à peu près religion d'État, est sans doute minoritaire, au moins en Irak, dès le IVe siècle. La région, suffisamment loin des centres romains de décision (et de persécution), sert de refuge aux minorités.
Il existe des récits, avérés ou non, de l’évangélisation et de la conversion de la Mésopotamie à l’âge apostolique, par Thaddée d'Édesse (mort vers 50), Simon le Cananéen (mort vers 65), Bar-Tolmay, Thomas (apôtre) (mort en 72)…
Erbil a son premier évêque chrétien en 104. Nadjaf a une zone de cimetière chrétien. Anbar (Falloujah) a son évêché.
En haute Mésopotamie, dans la région de Mossoul, le christianisme s’implante : Monastère Mor Mattay (363), Monastère Saint-Élie de Mossoul (582-590), Monastère Saint-Jean-de-Dailam,  Isaac de Ninive (640-700), jeûne de Ninive. La ville de Bakhdida (Qaraqoch), globalement assyrienne encore en 2000, se partage entre Église catholique syriaque et Église syriaque orthodoxe. À proximité, l'école théologique d'Édesse (363-489), école théologique de Nisibe (Nusaybin, près du Kurdistan syrien, 450-650)).
L’expansion du christianisme est plus large. 
L’Arménie voisine, avec Grégoire Ier l'Illuminateur (vers 240-326), se convertit en 300-313, avec catholicossat de tous les Arméniens (301)
La Géorgie voisine se convertit en 317, avec église orthodoxe géorgienne (devenue autocéphale en 484).
Après 313, les persécutions anti-chrétiennes en Perse contre cette minorité réputée subversive et déloyale, manifestent une présence chrétienne militante et motivent en partie des mouvements religieux dont le christianisme oriental, particulièrement le nestorianisme (Nestorius, (381-451)), vite présent sur les routes commerciales maritimes (Golfe persique, Océan indien) et caravanières, diffusant le christianisme nestorien, tout comme ces routes servent aussi à propager bouddhisme et islam.
Parmi les églises catholiques orientales et courants, sectes, schismes : 
- église apostolique assyrienne de l'Orient (310, autonome en 424 ou 431), avec siège du catholicos (patriarche/cardinal) à Erbil : Papa bar Aggai (-327), premier évêque à Ctésiphon- Séleucie du Tigre, concile de Séleucie-Ctésiphon (410), synode de Markabta (424), transfert du catholicossat à Bagdad en 78,
- ancienne Église de l'Orient, avec siège à Bagdad,
- diocèse d'Antioche (ou diocèse d’Orient, 330- vers 638),
- église syriaque orthodoxe : maphrianat de l'Orient (629-1859, avec siège à Tikrit puis Mossoul),
- arianisme, Arius (prêtre) (250-336)
- chalcédonisme, docétisme, ébionisme, monophysisme (miaphysisme), nestorianisme ( Rabban Bar Sauma (1225-1294), Yahballaha III (1244-1317)), Melchites, Elkasaïtes, Jacobites, Nazôréens (secte)...

Dans la région (particulièrement en survie difficile en Tur Abdin, province de Mardin (Turquie)), la littérature syriaque (en néo-araméen) atteste d’une recherche idéologique, spirituelle et théologique. Les actuelles Église syriaque orthodoxe (Jacobites, dont Dionysius Bar Salibi (?-1171)) et Église catholique chaldéenne (chaldéens), par exemple, en témoignent encore.
Parmi les papes d’origine proche-orientale : Anicet, 11e pape (~155-166~), Jean V, 82e pape (685-686), Serge Ier, 84e pape (687-701) Sisinnius (708), Constantin, 88e pape (708-715), Grégoire III, 90e pape (731-741).
Parmi les auteurs religieux chrétiens, de langue syriaque ou grecque : Ignace d'Antioche, Jean Mansûr (Saint Jean Damascène), (654-750), mais aussi théologiens nestoriens, liste des primats de l'Église apostolique assyrienne de l'Orient, école théologique d'Édesse, école théologique de Nisibe...
Autres personnages syro-irakiens célèbres de cette époque : empereurs romains d’origine syrienne : Élagabal (218-222), Sévère Alexandre (222-235), Philippe l'Arabe (244-249), mais aussi Apollodore de Damas (50-129, architecte de l'empereur Trajan), Julia Domna (deuxième épouse de l'empereur romain Septime Sévère), Septimia Bathzabbai Zénobie (reine de Palmyre de 267 à 272), Libanios (314-393, rhéteur)...

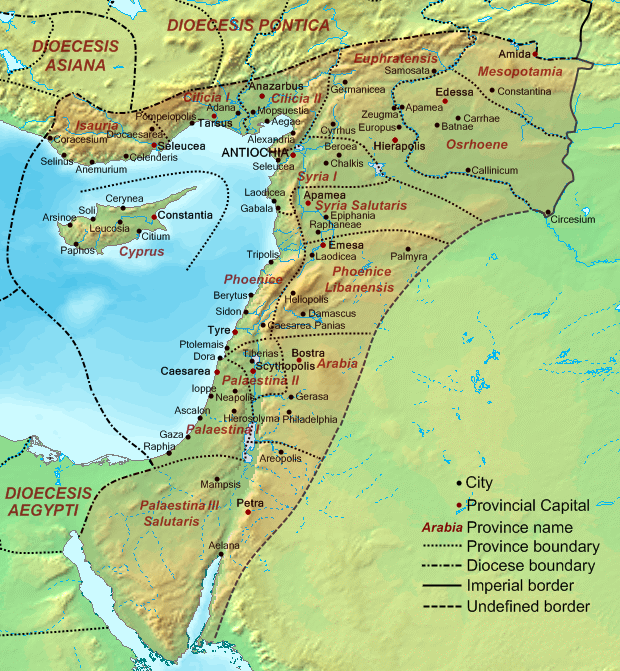
Préfecture du prétoire d'Orient, ou Diocèse d'Orient, vers 400.

La littérature reconnue est surtout (latine ou) grecque. Les ouvrages (en grec) de Flavius Josèphe, l’historiographe romain juif d'origine judéenne du Ier siècle, fournissent un éclairage nécessaire sur la période en proche Judée romaine.
Le judaïsme sous toutes ses formes se maintient en Syrie-Jordanie-Irak : judéo-christianisme, sabéisme, Sadducéens , Samaritains (au moins jusqu’aux révoltes samaritaines), et autres Minim. Le rabbin navarrais (basque) Benjamin de Tudèle (1130-1173), désireux de visiter la totalité des communautés juives dans le monde, voyage vers 1165-1170, visite la Mésopotamie, et les communautés de Bagdad, Bassorah, Mossoul, Soura (Babylonie) et Suse (Iran). Sur cette époque portent sans doute les archives juives irakiennes récemment découvertes.
Les cultes païens, araméens, arabes, ou autres, ne sont pas pour autant remplacés par la foi chrétienne, toutes tendances confondues du christianisme primitif. La réalité paraît plus complexe : paganisme, superstition et syncrétisme dans un Empire chrétien, puisqu’aussi bien la région est en marge, et en contact avec des populations et des empires bien plus pressants.
Pour l’époque, dans la région proche-orientale, coexistent, sans doute de manière conflictuelle, le zoroastrisme, à peu près religion officielle en Perse de -900 à +651 (et dans ses marges), le mazdéisme, le manichéisme (du prophète Mani (216-277)), le gnosticisme (IIe siècle-IIIe siècle), les cultes à mystères, dont culte de Mithra, Glycon, Dolichène et autres cultes.
Les échanges commerciaux entre la Rome antique et l'Inde et la Chine, par routes commerciales caravanières et maritimes, passent par le Proche Orient, et l’Irak, par les ports du Golfe persique, et vers les ports du Levant, de Gaza à Antioche.
Au sud du Proche-Orient, prospèrent deux royaumes arabes chrétiens rivaux, les Ghassanides (220-638, en Syrie-Jordanie, alliés des Byzantins, avec pour capitale (Jabiyah du Golan), et les Lakhmides (300-602, en  Basse-Mésopotamie, Characène (Khouzistan, Arabistan, Chatt-el-Arab) et un temps le nord-ouest du Golfe persique (probablement Koweït, Bahreïn, Qatif, Gerrha), alliés et vassaux des Perses Sassanides, avec pour capitale Al-Hira). Après la division de l'Empire romain, la Syrie-Irak est rattachée à l'empire romain d'orient en 395.  L’Empire byzantin  (330-1453), c’est les guerres perso-byzantines (502-628), mais aussi l’art byzantin, la littérature byzantine, les science et technologie byzantines.
Ces précisions sont importantes, dans la mesure où toute une richesse culturelle, chrétienne ou non, de cette période, a été balayée puis occultée avec l’arrivée de l’Islam, qui cherche à gagner, pacifiquement ou non, l’adhésion des populations. Le christianisme en Irak, en 2000-2005, est estimé à 636 000 fidèles, et Tarek Aziz (1936-2015), d'origine assyrienne, est longtemps ministre des Affaires Étrangères de Saddam Hussein.

### Irak médiéval, terre d'islam, à dominante arabo-kurde, puis turco-mongole (638-1534)

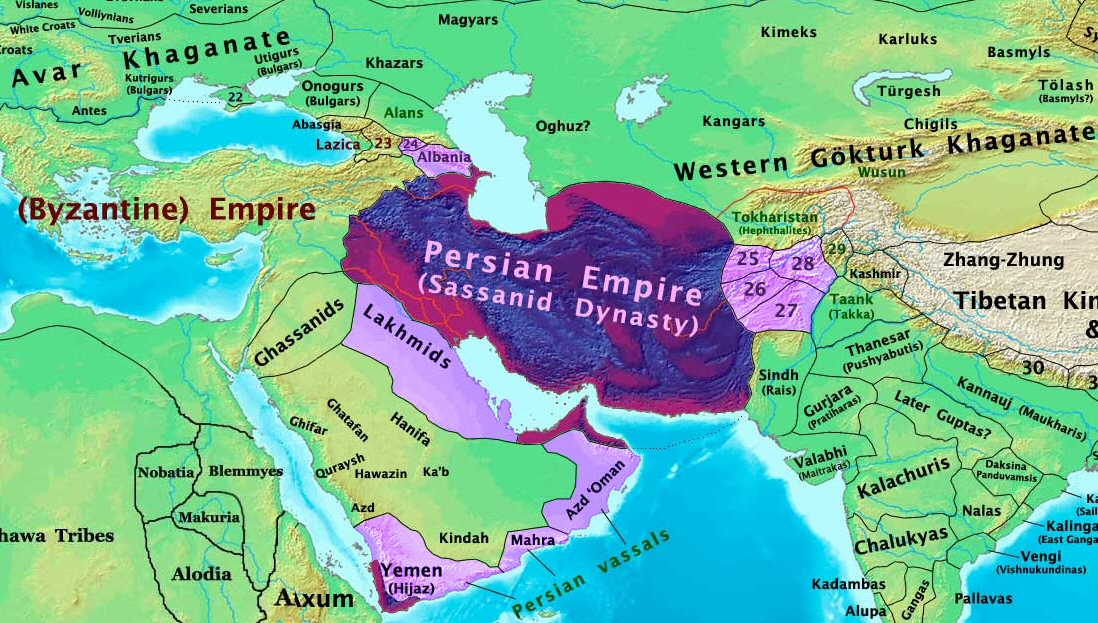
Environnement en 600

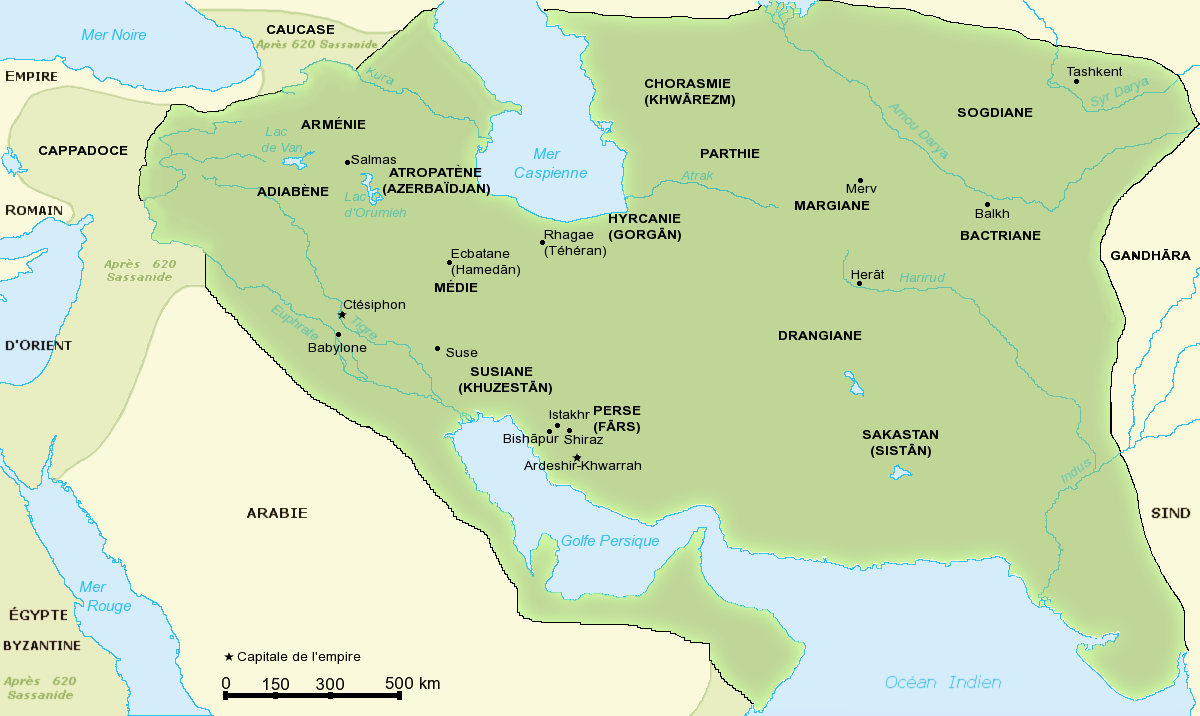
Empire sassanide en 621

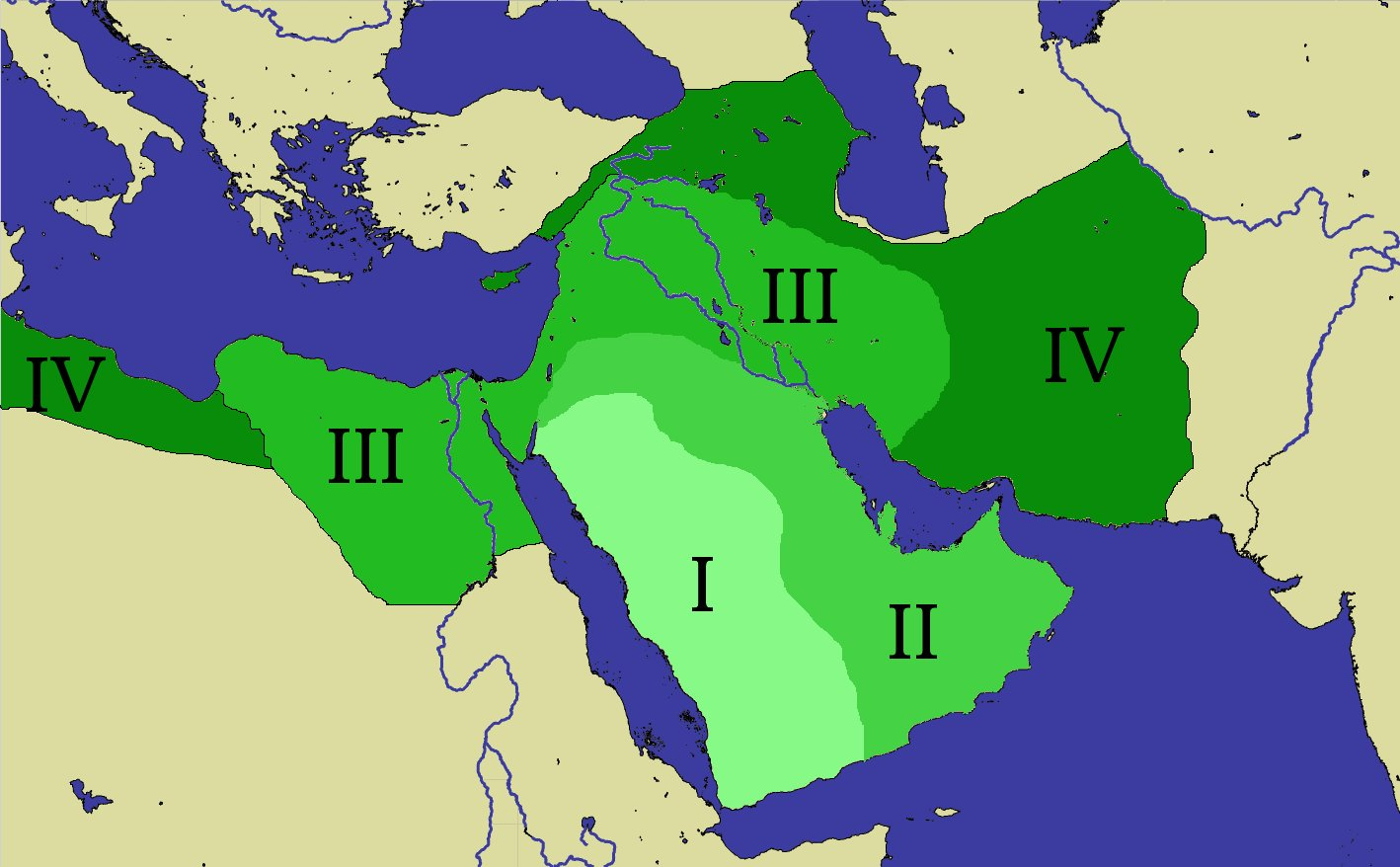
Expansion de l’islam

L’expansion de l'islam, autre religion du Livre (Coran), est d’abord guerrière (sous les Omeyyades surtout) : rapide conquête musulmane du Levant ou de la Syrie romaine (634-638), de la Perse (633-654), de l’Arménie (638-639), de la Transoxiane (673-751), des Indes (à partir de 711), guerres arabo-byzantines (634-1180), croisades (1095-1291).
L’Irak est, un temps, le centre culturel du monde musulman sous les Abbassides.
Bagdad, créée en 762 (Histoire de Bagdad (en)), devient une des plus grandes villes du monde avec un fort rayonnement intellectuel. Sous la dynastie Abbasside, l'économie est prospère, les villes se développent,  l’industrie, les arts et les lettres atteignent leur apogée. L'Irak produit alors de nombreux astronomes, mathématiciens, penseurs, lettrés et traducteurs tels que Al Khwarizmi, Al-Jahiz, Al-Kindi, Al-Hajjaj ibn Yusuf ibn Matar et Thābit ibn Qurra.
Le Moyen Âge européen (500-1500 à peu près) correspond à l’Âge d'or de l'Islam : culture islamique, sciences arabes, arts de l'Islam, architecture islamique, géographie et cartographie dans le monde arabo-musulman médiéval, historiographie de l'islam et du Coran, littérature de langue arabe, rhétorique arabe, système juridique islamique, jurisprudence islamique, études islamiques. 
Le Proche-Orient (au moins pour la partie irakienne) connaît divers califats et/ou dynasties régionales (et un intermède chrétien européen) :
- Rachidoune  Califes bien guidés (632-661),
- Omeyyades (661-750), avec Damas pour capitale, art omeyyade,
- Abbassides (750-1258), avec Bagdad (créée en 762) pour capitale, art abbasside, rébellion des Zanj (869-883).. esclavage dans le monde musulman
- Seldjoukides (1037-1194), d’origine oghouze,
  - Sultanat seldjoukide de Roum (1077-1307),
- Ayyoubides (1169-1341), dynastie musulmane kurde, surtout en Syrie, mais un temps en Haute Mésopotamie,
  - Croisés (1096-1187), États latins d'Orient (1098-1291) et royaume de Chypre (1192-1489), à l’époque ayyoubide,
- Ilkhanat de Perse (1256-1335), dynastie mongole des Houlagides, de Houlagou Khan (1217-1265, petit-fils de Gengis Khan), de religion tengriste et bouddhiste, de langue persane
- Djalayirides (1336-1432), dynastie musulmane mongole, avec pour capitale Bagdad puis Bassorah,
  - Mozaffarides (1336-1393), dynastie musulmane mongole en Iran,
- Qara Qoyunlu (1375–1469, Moutons noirs), fédération tribale, dynastie turkmène, avec Tabriz pour capitale, et qui s’empare de Bagdad en 1410, art turkmène
- Aq Qoyunlu (1378–1508, Moutons blancs), fédération tribale, dynastie turkmène, azéri et persan de langue, avec pour capitale Tabriz puis Bagdad,
- Timourides (1370-1507), persan et tchaghataï de langue, renaissance timouride, art timouride,
- Séfévides (1508-1534 et 1624-1638), de langue persane et turque, avec pour capitale Tabriz, Qazvin puis Ispahan, art safavide.

Aux marges, d’autres langues véhiculaires coexistent :
- langues caucasiennes kartvéliennes : géorgien en émirat de Tbilissi (736-1122), royaume de Géorgie (1010-1490),
- langues caucasiennes Langues abkhazo-adyguéennes : adyguéen des Tcherkesses-Adyguéens  servant comme Janissaires)…
- Langues mongoliques : conquêtes mongoles, Invasions mongoles en Asie centrale (1216-1221), de l'Empire khwarezmien, de l’Arménie-Géorgie, de la Rus' de Kiev (1223-1240), de la Syrie (1240), de l'Empire latin (1242), de la Pologne, de l’Europe (1241-1291),
- Langues turciques :
  - khazar : khaganat des Khazars (vers 600-1100),
  - langues oghouzes : azéri, turkmène, turc, kachkaï, afchar, meshkète, etc.
- Langues indo-européennes : 
  - arménien : émirat d'Arménie (654-884), royaume bagratide d'Arménie (884-1045), royaume arménien de Cilicie (1080-1375), art arménien
  - iraniennes
    - kurde, et parlers kurdes,
    - ancien azéri, moyen perse (pahlévi), zazaki…

La zone de l’actuel Irak-Mésopotamie, globalement arabe ou fortement arabisée, devient rapidement musulmane, mais sans exclusive.
Dans des États sous gouvernance musulmane, le système juridique islamique peut accorder le statut de dhimmi à certaines communautés (juive, chrétienne, etc.), leur permettant de participer à la vie collective et à son épanouissement, même si des difficultés socio-économiques peuvent transformer cette tolérance en stigmatisation et persécution, comme dans des États sous gouvernance non musulmane : persécution des Juifs pendant la première croisade, expulsion des Juifs, pogrom, antijudaïsme, persécution des chrétiens dans la Rome antique.
La littérature et la culture arabo-musulmanes, dans le monde musulman, unifié, ou désireux de l’être, ne sont pas limitées au monde arabe : lettrés, érudits, théologiens, philosophes, juristes, artistes, écrivains, et autres, circulent à l’intérieur d’un monde de plus en plus vaste, multiethnique, multilinguistique.  
La littérature arabophone est le fait d’auteurs de toute ethnie et/ou langue maternelle.
Et les auteurs sont souvent multilingues : l’arabe et le persan, langues valorisées dans la littérature classique (avant 1800), coexistent, par exemple avec le grec, puis avec le turkmène, et le turc ottoman : littérature arabophone, littérature persane, poésie arabe, métrique arabe.
L’adab correspond à une littérature en prose de personnes de qualité (mais ni philosophique ni religieuse) : miroir, conte, fable, apologue, proverbe, généalogie, géographie, anthologie, compilation, encyclopédie, manuel, maqâma (ou Séance, court récit de fiction)… 
- Les Mille et Une Nuits, un des sommets de la littérature indo-perso-arabe, non spécifiquement irakienne, souvent classé dans la littérature arabe épique, relève plutôt d’une remarquable imbrication de ces petites fictions populaires.
- Chroniqueurs arabes sur les croisades, dont Ibn al-Athîr.
- Abu al-Faraj al-Isfahani (897-967) est l'auteur de la grande anthologie dénommée Livre des Chansons (Kitâb al-Aghânî), ordonnée par le sultan Hâroun ar-Rachîd.

Les évolutions de l’écriture de l'arabe, dont les styles calligraphiques arabes, permettent le développement d’un art du livre arabe, et de la miniature arabe, dont témoignent les manuscrits enluminés : Livre de la Thériaque de Paris, Dioscoride de Topkapi, Dioscoride de Topkapi, Maqâmât de Vienne, Kitab al-Bulhan, Hadîth Bayâd wa Riyâd.
Les débats théologiques forment une partie de la littérature musulmane, d’abord dans le sunnisme. Parmi les minorités musulmanes non sunnites : le chiisme duodécimain des Alaouites (Alep et Lattaquié, depuis 880) et des Nizârites (1080-1257), le soufisme chiite des Qizilbash (Têtes rouges), et l'ismaélisme chiite des Qarmates (Bahreïn, 903-1077) et d'une partie des Kurdes.
Le  chiisme duodécimain, ordre soufi Safavieh fondé par le sheykh Safi al-Din d'Ardabil (1252-1334), auteur d’un livre perdu (Kara medjmua, « Le Livre noir »), dérivé de l’ordre soufi Zahediyeh fondé par le Cheikh Zahed Guilani (1216-1301) de Lahidjan (Iran)
Les Radhanites seraient une corporation, en partie juive, participant au commerce international, particulièrement au IXe siècle, entre Europe et Extrême-Orient, selon le Livre des Routes et des Royaumes de Ibn Khordadbeh (vers 820-885), particulièrement par la route de la soie, éventuellement en relation avec les Khazars, facilitant pacifiquement les brassages culturels.
Dès 1258, et la fin des Abbassides, par époque et par région, les élites dirigeantes (de la Mésopotamie au sens large) usent de plusieurs langues : l’arabe, le persan moderne, en alphabet perso-arabe), le kurde, le tchaghataï, le turc ottoman, et éventuellement l’azéri.
Les populations kurdes, quelles qu’en soient les origines, ou kurdophones, évoluent sur un territoire qu’on peut nommer Kurdistan, quelles qu’en soient les définitions, en partie identifiable aux contreforts des Monts Zagros, au haut-plateau arménien et à la Haute Mésopotamie.
Le passé incertain renvoie pour partie à des satrapies mèdes : (Gordyène (Corduène), Sophène, Osroène, Atropatène,  Matiène (en), Moxoène, Arzanène, Adiabène (Arbèles, Erbil)).
Le territoire au XXIe siècle est transfrontalier : Irak (nord), Iran (façade ouest), Syrie (nord-est), Turquie (sud-est).
L’histoire du peuple kurde est celle méconnue de tribus kurdes, en rivalités inter-tribales, intra-claniques, inter-claniques, et en interactions (souvent conflictuelles) avec les peuples voisins, ce qui vaut une réputation de faiseurs de troubles à ce groupe humain (le quatrième par la population dans la région, environ 40 000 000, qui refuse l'assimilation culturelle et linguistique dans les cultures et les langues des Arabes, des Turcs ou des Persans.
On connaît une liste de dynasties, d'États et de divisions administratives kurdes, quand les pouvoirs centraux (Mèdes, Sassanides, Arabes, Byzantins, autres) le permettent. Une partie se convertir au christianisme, puis à l’islam, avec une tendance à une forme de kharidjisme.
Aux XIe et XIIe siècles, l’arrivée en force de peuples turcs ou turcophones permet l’intégration dans l’armée (avec la figure de Zengi, atabeg de Mossoul en 1127)dans l'appareil politique et religieux, dans les instances juridiques et religieuses sunnites, puis dans les confréries mystiques soufies (tariqa), avec participation aux croisades, et implantation jusqu’en Égypte et au Yémen avec les Ayyoubides (1169-1250).
Aux XIIIe et XIVe siècles, la conquête mongole dévaste plusieurs fois les terres et les populations kurdes. La chronique du Sharafnameh (en kurde) fait l’histoire d’une partie des principautés kurdes qui se sont alors établies en réaction.
Une littérature kurde existe aussi au moins depuis cette époque, généralement orale pour une population encore globalement analphabète, et écrite pour une minorité cultivée, pratiquant des formes de poésie recherchée : Baba Tahir (935-1010), Elî Termukî (1009-1077).

### Irak ottoman (1534-1920)

#### XVIesiècle-XVIIesiècle-XVIIIesiècle
L’époque moderne (XVIe siècle-XIXe siècle) est principalement (sous domination) ottomane sur le territoire de l’actuel Irak.
Sous Soliman le Magnifique (1494-1566), sultan de 1520 à 1566, qui s’empare de l’Irak en 1534, l’empire ottoman connaît son âge d’or.
La région mésopotamienne y contribue avec la présence de la marine ottomane (dans l’Océan indien) et les nombreuses guerres ottomano-persanes (1514-1823), guerre turco-persane (1532-1555), expéditions navales ottomanes dans l'océan Indien, expéditions ottomanes à Aceh mais connaît aussi de nombreuses révoltes (injustices, corruption, contrôle insuffisant).
La région connaît également de nombreuses (tentatives de) réformes.
L’esclavage dans l'Empire ottoman] concerne également l’Irak : traite des esclaves de Barbarie, devchirmé, harem, eunuque, esclavage sexuel, Zanj.
Les régions administratives sont : eyalet de Mossoul (1535-1864), eyalet de Bagdad (1535-1862), eyalet de Chahrizor (1554-1862, approximativement le Kurdistan irakien) (1538-1862), eyalet de Bassora (1538-1862), eyalet de Lahsa (1553-1670 Al-Hassa (Arabie)).
L’arabe est limité au domaine religieux. La langue administrative est le turc ottoman. La langue culturelle est le persan (et les diverses langues turciques) : l'urgence est alors de forger une identité culturelle islamique unique. Les sciences et techniques dans l'Empire ottoman se font en turc ottoman.
La littérature de langue arabe décline, y compris la poésie.
Le système des millet dérive du droit islamique, avec les notions de Dar-al-Islam (maison de la soumission à Dieu ou monde islamique, c’est-à-dire les musulmans), Dar-al-Ahd (maison de la trêve ou monde des soumis ou dhimmis, des vassaux et des alliés, avec lesquels les musulmans sont en paix) et Dar-al-Harb (maison de la guerre ou monde ennemi avec lequel les musulmans sont en conflit). Les millets non-musulmans s'intègrent dans le Dar-al-Ahd en tant que dhimmis. Le premier millet, Rum milleti, reconnu dès la prise de Constantinople (1453), correspond à l'Église orthodoxe. Le second, au moment de la prise de Trébizonde (1461), est le millet arménien (millet-i sadika, millet fidèle, avec juridiction sur tous les chrétiens d'Orient (assyriens, coptes, syriaques, catholiques et même bogomiles). Le troisième est le millet juif, dès la fin du XVe siècle (mais sans charte officielle avant 1839). D’autres suivent. Le système des millets est réformé en 1839-1856.
Les Kurdes de l’est (domaine persan), avec les Séfévides (1501-1736) (puis les Afcharides (1736-1749)), turcophones, probablement d’origine kurde, issus d'un ordre religieux soufi militant, à la suite des révoltes kurdes et révoltes yézidies, subissent une politique anti-kurde : terre brûlée, spoliation, déportation. Les Kurdes de l’ouest deviennent progressivement les gardiens des marches orientales de l'Empire ottoman contre la menace perse.
La littérature kurde (toutes zones confondues) s’honore de nombreux poète :
- Idris-i Bidlisi (1452-1520), historien, poète, calligraphe, traducteur, administrateur
- Sharafkhan Bidlisi (en) (1543-1599), auteur du fameux Sharafnameh
- Melayê Cizîrî (en) (1570-1640)
- Nef'i (1572-1635)
- Şêx Şemsedînê Exlatî (en) (1588-1674)
- Asenath Barzani (1590-1670)
- Feqiyê Teyran 1590-1660)
- Yusuf Yaska (en) (1592-1636)
- Mistefa Bêsaranî (en) (1642-1701)
- Ehmedê Xanî (1650-1707)

La Mésopotamie reste enfin relativement informée des autres cultures proches intégrées ou extérieures à l’empire ottoman (au moins d’Asie) : dynastie Zand (kurde d’Iran, 1750-1794)), royaume de Karthli (1490-1762, Géorgie), Arménie ottomane, khanat du Karabagh (1748-1822), khanat de Kouba (1680-1710), évolution territoriale de la Russie, Empire russe (1721-1917), Troisième Rome (Moscou), guerres russo-turques (1568-1878), émirat de Dariya (1744-1818, premier état saoudien et wahhabite).

#### XIXesiècle: Nahda

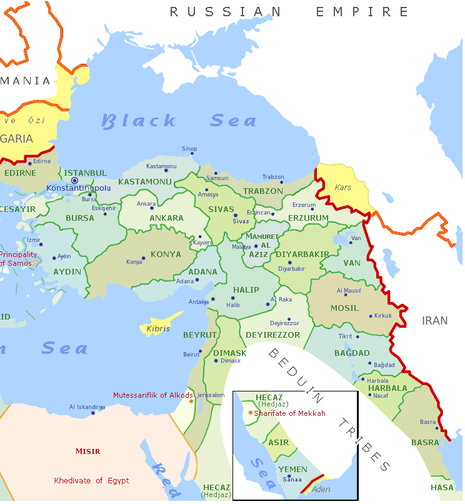
Proche-Orient ottoman en 1900

La littérature arabe moderne commence, (après la Campagne d'Égypte de Napoléon en 1798-1801), avec la nahda ( éveil, essor, envol, renaissance), liée à la décomposition politique de l’Empire ottoman, au moment de réinvention identitaire du monde arabe qui l’accompagne, au pouvoir en Égypte de Méhémet Ali (1805-1848), à l'ère des réformes (tanzimat (1839-1878)) dans l'Empire ottoman, au mouvement réformiste musulman, et à un renouveau durable de la langue et de la culture arabes. Tout au long du XIXe siècle, l'ottomanisme, nationalisme ottoman pluriethnique, multiculturel, multiconfessionnel avec prééminence musulmane, reste majoritaire dans le monde arabe. Le nationalisme arabe semble plus tardif : on peut l'associer à la Révolte ʻUrabi (1879-1882), soulèvement nationaliste égyptien, anti-occidental et anti-ottoman. 
L'Empire — surnommé « l'homme malade de l'Europe » par l'empereur russe Nicolas Ier en 1853, lors d'une conversation avec l'ambassadeur britannique — diminue territorialement, mais entame un processus de modernisation afin de retrouver sa puissance et sa prospérité d'antan. Cette période débute en 1808 avec la Charte de l'Alliance (tr) (Sened-i Ittifak) signée entre le sultan et les chefs féodaux, et qui confirme le pouvoir de ces derniers face à l'administration centrale. Vient ensuite l’édit de Tanzimat (Tanzimat Fermani) en 1839 où l'administration centrale annonce des mesures législatives dans le but de moderniser l'Empire. 
Durant cette période, des pays européens tels que la France et le Royaume-Uni influencent l'Empire ottoman. 
Une autre réforme entreprise à cette époque est l'abolition de l'esclavage en 1847. 
Le statut de millet est aboli 1855, ou plutôt réformé pour les communautés qui ne souhaitent pas en être privées.
Cette période de réformes qui est appelée Tanzimat se poursuit par la première Constitution monarchique du 23 décembre 1876. Pour la Syrie, il s’agit entre autres de la route de Beyrouth à Damas (1857-1863) (par le comte de Perthuis de Laillevault) et du chemin de fer de Beyrouth à Damas (1891-1895).
Le découpage administratif est restructuré : vilayet de Bagdad (1869-1918), vilayet de Bassora  (1875-1918), vilayet de Mossoul (1878-1918).
La réorganisation (tanzimat) du pouvoir ottoman (1839-1876) est localement le fait de Midhat Pacha (1822-1883), progressiste, réformiste, pro-occidental, maître d'œuvre de la constitution de l'Empire ottoman de 1876. Il est gouverneur du vilayet de Bagdad en 1866, avant d'être nommé grand vizir en 1873, à la place du précédent, Mahmoud Nedim Pacha, antiréformiste.
La « kurdicité » repose en parie sur le système tribal, d’adhésion au chef féodal kurde, ce qui est un générateur de conflits permanents, si nécessaire contre l'ensemble de la nation kurde, plus encore contre tout pouvoir central. 
Dans l’Iran voisin, sous la dynastie Kadjar (1786-1925, turkmène), la faiblesse persistante du pouvoir persan, malgré quelques victoires comme celles d'Abbas Mirza contre les Ottomans, laisse une large autonomie aux Kurdes.
En Irak, le siècle connaît diverses révoltes kurdes (1806-1912), dont celle de Bedirxan Beg (1802-1868) en 1828-1847).
Après l’écrasement d’une dernière grande révolte kurde, celle du Cheikh Ubeydullah (1825-1883), il ne reste plus d’entités autonomes ou semi-autonomes kurdes, avec l’avènement du centralisme à travers une politique de réformes, dans les deux Empires ottoman et perse. 
Le pouvoir des princes est anéanti, dans la mesure où ils sont remplacés par des gouverneurs ottomans, mais impuissants car manquant de la légitimité traditionnelle. Cela renforce par conséquent ceux à qui ils sont amenés à déléguer : les chefs religieux (« cheikhs chez les Sunnites, ‘’dede chez les Alévis), féodaux (aghas), et, surtout, les chefs des tribus, devenant de fait des autorités intermédiaires, qui forment en fait un écran entre les individus et l'État. Ainsi, la modernisation des structures étatiques renforce le rôle des tribus kurdes, qui constituent désormais le réel contre-pouvoir face à la bureaucratie ottomane.
La littérature kurde s’illustre entre autres les écrivains :
- Ahmad Bag Komasi (en) (1796-1877)
- Mahmud Bayazidi (en) (1797-1859)
- Nâlî (1797-1856)
- Ya'qūb Māydashtī (en) (1799-1871)
- Salim (poète) (en) (1800-1866)

Le déclin de l'Empire ottoman s’accentue avec Abdülhamid II (1842-1918, sultan en 1876-1908).
Le prototype des milices tribales kurdes, ce sont les régiments hamidiés, créés en 1891, sur le modèle des cosaques russes : le pouvoir central ottoman embrigade certaines tribus kurdes sunnites pour former des régiments de cavalerie irréguliers commandés par leurs propres chefs tribaux. Un des usages est de mater les minorités rétives, dont les plus connues sont les massacres hamidiens (1894-1897) contre Arméniens, Assyro-chaldéens, Syriaques.